# Histoire de l'Allemagne

Drapeau actuel de l'Allemagne.

L'histoire de l'Allemagne est complexe et varie selon les limites géographiques et historiques dans lesquelles on considère le territoire et l'ethnogenèse du peuple allemand. 
En tant qu'État-nation, tel qu'on l'entend en France, l'Allemagne n'existe que depuis 1871. Avant cette date toutefois, il existait un monde germanique doté d'une certaine cohérence variable selon les époques, sur les plans linguistique, culturel, et parfois politique. L'extension géographique de ce monde germanique ne correspondait pas exactement avec celle de l'Allemagne actuelle et a varié au cours de l'histoire.

## Préhistoire
Le territoire de l'actuelle Allemagne était habité dès le Paléolithique inférieur, comme l'atteste une mandibule retrouvée à Mauer que l'on attribue à l'espèce que l'on a par la suite appelé Homo heidelbergensis du nom de la ville de Heidelberg, sise près du lieu de la découverte.
Au Paléolithique moyen, le Micoquien (ou Keilmesser gruppe en allemand) s'étendait dans toute l'Europe centrale et orientale. Il a contribué à la naissance de l'Altmühlien (Blattspitzen gruppe), une découpe à pointe foliacée, qui annonce le LRJ (Lincombien-Ranisien-Jerzmanowicien), industrie de transition du Paléolithique supérieur s'étendant de la Grande-Bretagne (alors rattachée au continent) à la Pologne. L'Aurignacien puis le Gravettien font également leur apparition assez tôt dans le Sud de l'Allemagne comme le démontrent les grottes de Geissenklösterle, près d'Ulm et de Hohle Fels près de Schelklingen.
Au Magdalénien,  dernière grande culture du Paléolithique Supérieur qui caractérise le repeuplement de l'Europe septentrionale succède la culture de Hambourg, première culture typique du Nord de l'Europe. Cette dernière région voit une autre culture qui s'étendra dans les futurs pays nordiques, l'Ahrensbourgien dont une variante est aussi connue sous le nom de culture de Bromme en Scandinavie. Au Mésolithique l'industrie lithique évolue vers une miniaturisation des outils, les microlithes deviennent alors communs dans le Maglemosien dont les restes ont été retrouvés des îles Britanniques à la Pologne. À l'instar du Maglemosien, le Tardenoisien est une culture du Mésolithique qui se répandra du nord-est de la France jusqu'à l'ouest de l'Ukraine (Tardenoisien nord-ouest pontique).
Comme pour le reste de l'Europe centrale, la révolution agraire qu'apporte le Néolithique correspond à l’extension progressive vers l’Ouest du courant danubien et se manifeste essentiellement en Allemagne par la culture rubanée. Celle-ci atteint l'Allemagne centrale vers 5500 av. J.-C.. De nombreux sites de la culture rubanée ont été découverts en Allemagne centrale, en particulier dans la région Mittelelbe-Saale (MES), une région biogéographique qui attirait les premiers agriculteurs néolithiques en raison de ses sols fertiles, de ses voies navigables et de ses niveaux de précipitations adéquats. La taille effective de la population est estimée à environ 5 000 individus (3 688–6 778 IC à 95 %) pour tous les sites de la culture rubanée d'Allemagne.
Entre −4 200 à −2 800 ans, le nord-est de l'Allemagne, ainsi que de grandes parties de la Pologne et du Danemark, font partie du complexe archéologique de la culture des vases à entonnoir. Les colons de la culture de la céramique cordée (vers 2900 avant J.-C. à 2350 avant J.-C.), qui s'étaient répandus dans toutes les plaines fertiles d'Europe centrale au cours du Néolithique tardif, sont d'ascendance indo-européenne. Leur venue constitue un changement culturel majeur dans l'économie, l'idéologie et les pratiques mortuaires.

## Protohistoire

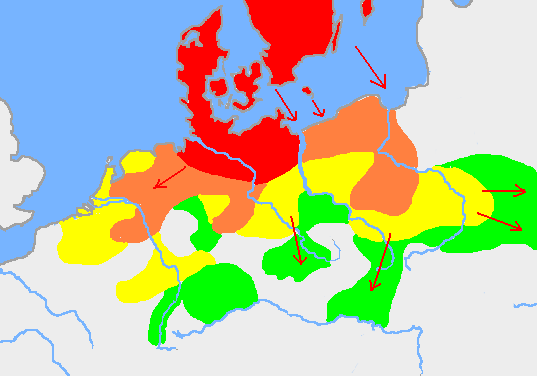
Expansion approximative des peuples germaniques selon certains historiens : en rouge, territoires occupés avant -750 vers la fin de l'Âge du bronze danois ; en orange, territoires occupés jusqu'à la fin du ; en jaune, expansion jusqu'au ; en vert, expansion jusqu'au

Les plus anciens documents écrits mentionnant l’existence des tribus germaniques sont des textes grecs et romains ne datant que du début du Ier siècle av. J.-C. L’absence de témoignages écrits plus anciens semble indiquer que les Européens du Sud et ceux du Nord s’ignoraient jusqu’à cette date.
Après leur apparition, les Germains se divisent en plusieurs tribus, la plupart restant indépendantes, tandis que d'autres s'unissent dans des ligues (ex. : les Alamans et les Francs) car l'union fait la force face aux Germains qui représentent un danger pour l'Empire romain. Autour de 110 av. J.-C., les Cimbres et les Teutons, peuples originaires du Jutland, envahissent la Narbonnaise. À Vercellae, en 101 av. J.-C., Marius remporte sur eux une nette victoire qui survient après une décennie de luttes difficiles. Après la conquête de la Gaule par les Romains, les peuples germains limitrophes sont un sujet récurrent d'inquiétude. Les écrits latins constituent une source précieuse d'information sur les mœurs et les institutions des Germains à cette époque ; la Germanie, œuvre de Tacite, historien du Ier siècle, est particulièrement riche d'enseignements. Au Ier siècle, les Romains tentent de faire la conquête de la Germanie. Celle-ci, après de nombreuses et dures campagnes, semble effectivement en voie de romanisation. C'est alors que Quintilius Varus s'aventure avec ses troupes très loin à l'intérieur de la province. Un officier de l'armée romaine, Arminius, germain d'origine, enlevé enfant et élevé à Rome, est devenu officier romain. Il rallie les Germains et tend une embuscade aux Romains en l'an 9 ap. J.-C. Après trois jours de combats dans la forêt de Teutberg, 20 000 légionnaires romains sont tués et Quintilius Varus, leur chef,  se suicide.

## Royaume franc, duVeauXesiècle

### Fin de l'Empire romain
Après deux siècles de pressions sur les frontières romaines, les tribus et fédérations de peuples germains, drainant sans doute en grande partie des réfugiés, à savoir les Vandales, les Burgondes, les Saxons, la ligue des Alamans ("tous les hommes"), ainsi que les Francs Saliens et Ripuaires, traversèrent le Rhin en 410 et pillèrent les régions occidentales occupées par les Romains, qui devaient lutter contre d'autres Germains, nouveaux-venus plus menaçants. C'est alors que l'Empire romain commença à se « germaniser », forcé d'accueillir un nombre important de ces barbares à son service. Et tandis que la situation économique et sociale romaine se dégradait, certains chefs germains, tel le Vandale Stilicon, surent se hisser aux plus hautes dignités impériales.
À la fin du IVe siècle et au Ve siècle, certaines de ces peuplades germaniques établirent des royaumes plus ou moins éphémères dans les régions de l'Empire romain qui correspondent actuellement à l'Angleterre (les Angles et les Saxons), à la France (Francs et Burgondes), au nord de l'Italie (les Lombards et les Ostrogoths), à l'Espagne (Wisigoths) et même à la Tunisie (Vandales). Le royaume des Francs, devenu chrétien dès la fin du Ve siècle, s'étendit sur ce qui est maintenant la France, le Benelux et l'Ouest de l'Allemagne. Il fut dominé par les souverains mérovingiens, puis, à partir de 750, par les Carolingiens.
À l'instigation des rois francs, des moines dans un premier temps irlandais et écossais et, à partir du VIIIe siècle, anglo-saxons arrivent sur le continent et commencent à évangéliser les régions rhénanes. Une figure importante de cette période est Winfried Boniface (671-754) : il fonde en Germanie les monastères de Fulda, Erfurt, Wurtzbourg et Eichstätt.

### Empire de Charlemagne

L'Empire carolingien et son extension en Germanie.

Sous les règnes de Charlemagne (du latin Carolus Magnus, c'est-à-dire Charles le Grand), le troisième souverain carolingien, les Francs annexent la Bavière en 788-794 et la Basse-Saxe en 804 après une longue guerre contre les Saxons. Charles est couronné « empereur des Francs et des Romains » en 800, principalement à l'instigation du pape Léon III et en raison de la pression qu'exerçait sur Rome une autre peuplade germanique arrivée tardivement et convertie à l'arianisme : les Lombards. Le royaume des Francs couvrait alors la majeure partie de la France et de l'Allemagne, formant la base des deux futures nations.

Le partage de Verdun de 843 entre les trois fils de Louis le Pieux.

Dans le même temps, le centre du pouvoir s'était déplacé vers l'est (de l'Austrasie, région de Trèves et berceau des Austrasiens, jusqu'à la Saxe nouvellement conquise et à peine pacifiée), préfigurant le fait que l'Empire allait survivre en Germanie. Charlemagne fit d'Aix-la-Chapelle le centre politique de son empire. Après la mort de Louis le Pieux, fils de Charlemagne, l'Empire carolingien est divisé en trois lors du partage de Verdun en 843. Louis le Germanique reçoit la Francie orientale à l'origine de l'Allemagne. Un an avant, le 14 février 842, à Strasbourg, Louis le Germanique et son jeune frère, Charles le Chauve se prêtent serment d'assistance mutuelle dans leur lutte contre leur frère aîné Lothaire, héritier principal de Louis le Pieux. Ce serment est prononcé par Louis le Germanique en langue tudesque (l'ancêtre de l'allemand). C'est le plus ancien texte conservé en ancien allemand.
En 887, Charles le Gros est destitué par la diète de Tribur et le système électif est établi. Les Carolingiens perdent définitivement le trône de Germanie en 911. Le titre impérial n'est plus attribué à partir de 924.

## Ère médiévale (Xe-XVIesiècle)

### Saint-Empire romain germanique jusqu'à la fin du règne de Charles IV

#### Ottoniens
Après l'éviction des Carolingiens, le titre royal passe d'abord à Conrad puis en 919 à Henri l'Oiseleur, fondateur de la dynastie saxonne. La Germanie rassemble à ce moment une partie des territoires jadis rassemblés par Charlemagne, la Francia orientalis. Henri l'Oiseleur acquiert un prestige considérable grâce aux victoires remportées sur les Slaves, les Danois et les Magyars. Il porte les frontières de son royaume sur l'Elbe. Son fils, Otton Ier bat définitivement les Hongrois en 955. Il est couronné empereur (en allemand, Kaiser, qui dérive de César) en 962. Otton Ier promulgue le 13 février 962 le Privilegium Ottonianum qui oblige tout nouveau pape à prêter serment auprès de l'empereur ou de son envoyé avant de recevoir la consécration. Il exige ensuite des Romains un serment où ceux-ci s'engagent à ce qu'« ils n'éliraient ni n'ordonneraient aucun pape en dehors du consentement du seigneur Otton ou de son fils ». Les empereurs allemands contrôlent alors totalement l'élection du pape donnant naissance au césaropapisme allemand.
L'empire d'Otton Ier comprend le royaume de Germanie issu de la Francie orientale du partage de Verdun, le royaume d'Italie jusqu'aux États du pape, une partie de régions lotharingiennes que les rois de Germanie ont su obtenir. Le territoire de l'empire va donc de la Meuse et du Rhône à l'Elbe et de la mer du Nord au sud de la Toscane. Il s'agrandit de marches, l'Ostmark et la Carinthie, réoccupées après la victoire sur les Hongrois, et toute une série de marches à l'est de l'Elbe comme la marche des Billung autour de l'évêché d'Oldenbourg et la Nordmark (ancien nom du Brandebourg). Dès sa fondation, ce nouvel empire, qui ne sera nommé le « Saint-Empire romain germanique » (Heiliges Römisches Reich deutscher Nation) qu'au XVe siècle, est entravé par le peu d'institutions sur lesquelles l'empereur peut asseoir son autorité, la faiblesse des revenus, les empereurs ne disposant que de leurs propres domaines pour financer leur politique. De plus le choix de l'empereur n'a toujours dépendu que de l'élection des princes allemands, dont le nombre s'est peu à peu réduit et du couronnement par le pape à Rome. Conscient de ce problème Otton Ier transforme les ducs en vassaux qui sont à son entière disposition et s'appuie sur le clergé pour administrer l'Empire. Il prend l'habitude de nommer les évêques à qui il donne l'investiture temporelle et spirituelle.
Otton Ier associe son fils Otton II à l'Empire en le faisant couronner de son vivant le 25 décembre 967. Otton II lui succède sans difficulté. Sous son règne (967-983) semble s'esquisser un empire chrétien dirigé en même temps par l'empereur et le pape. Le souverain s'installe à Rome, se coupant ainsi des bases germaniques de son pouvoir. Otton III s'intéresse plus, lui aussi, à ses affaires italiennes et rêve de fonder un empire universel. Sous les Ottoniens, les conditions de vie des paysans allemands s'améliorent lentement. La colonisation des marches permet en effet un allègement des taxes féodales. L'exploitation de mines d'argent permet d'améliorer légèrement la circulation monétaire, cependant encore très limitée.

#### De la querelle des investitures à la mort de Frédéric II
À la mort d'Henri II, la dynastie salienne ou franconienne succède aux Ottoniens. Le premier représentant de la nouvelle dynastie, Conrad II, rétablit l'autorité impériale en Allemagne, impose sa souveraineté aux Polonais et aux Tchèques. Il reçoit la Bourgogne en héritage. Le règne de son fils Henri III correspond à l'apogée de la dynastie. Il maintient fermement entre ses mains l'autorité impériale dans tous ses États.
Au XIe siècle, cependant, l'Église catholique cherche à s'émanciper de la tutelle impériale. Profitant de la minorité de l'empereur Henri IV, le pape Nicolas II décide en 1059 de réserver l'élection de pape aux seuls cardinaux. En 1075, le pape Grégoire VII interdit les investitures laïques. Il se heurte à Henri IV soucieux de continuer à contrôler les évêques à qui il a donné des pouvoirs régaliens. Celui-ci riposte en faisant déposer le pape par un concile à sa dévotion. Grégoire VII délie les sujets d'Henri IV de leur serment de fidélité. Les princes allemands en profitent pour se révolter. Pour retrouver son pouvoir, Henri IV doit faire pénitence à Canossa en 1077. La querelle des investitures a entrainé plusieurs rébellions des grands contre l'empereur. Les excommunications et les interdits commencent à saper les structures de la pyramide féodale et l'autorité impériale. Le Concordat de Worms de 1122, où l'empereur accepte la libre élection des évêques, ne satisfait aucune des deux parties. L'empereur ne peut donc plus compter comme auparavant sur la fidélité des évêques mais il ne peut pas non plus s'appuyer sur les princes et les seigneurs qui s'affranchissent de plus en plus du pouvoir impérial.
Le conflit religieux rebondit au XIIe siècle et dans la première moitié du XIIIe siècle avec la « Guerre des deux glaives » ou « lutte du sacerdoce et de l'Empire » sous les Hohenstaufen. La dynastie des Saliens s'éteint à la mort d'Henri V en 1125. Le duc de Saxe devient empereur du Saint-Empire romain germanique de 1133 à 1137, sous le nom de Lothaire III, au détriment des neveux de Henri V : Frédéric, duc de Souabe, et Conrad, duc de Franconie. Grâce à l'importance de ses possessions personnelles, il possède une plus grande autorité dans l'Empire que ses prédécesseurs. Conrad III de Hohenstaufen est ensuite élu roi en 1138, donnant naissance à une nouvelle dynastie, celle des Hohenstaufen. La période est le théâtre d´une rivalité entre deux familles princières : les Hohenstaufen, la dynastie régnante, et les Welfs, une famille bavaroise et saxonne proche de la papauté.
Le successeur de Conrad a laissé une image forte dans l'histoire du Saint-Empire. Il s'agit de Frédéric Ier surnommé Barberousse. Durant son long règne (1152-1190), il parvient à récupérer des biens royaux usurpés et en confie la gestion à des hommes de peu qui lui doivent tout, les ministériaux. Il réussit à mettre au pas les seigneurs qui s'étaient arrogé des pouvoirs régaliens et à ménager les Welfs, les grands rivaux des Hohenstaufen. Il refuse d'accorder l'investiture temporelle (comme le prévoyait le concordat de Worms) aux évêques qui lui déplaisent, manifestant ainsi sa volonté de reprendre le contrôle du clergé allemand. Sa volonté est bien de construire une monarchie féodale où chaque vassal avait sa place, prélats compris. Mais il consacre une trop grande partie de son énergie aux affaires italiennes, en menant une longue lutte contre la ligue des cités lombardes et le pape Alexandre III. Pour mettre fin au conflit, Frédéric Ier est obligé de se prosterner devant le pape à Venise en 1177. Il parvient cependant à renforcer son contrôle sur le royaume d’Italie. Son fils Henri VI rêve de faire la conquête de Jérusalem et de Constantinople et de reconstituer ainsi un vaste Empire unifié. Il meurt trop tôt (1197) pour mettre en œuvre ses projets, mais en assurant aux seigneurs l'hérédité de leurs fiefs, il affaiblit le pouvoir impérial en Allemagne.

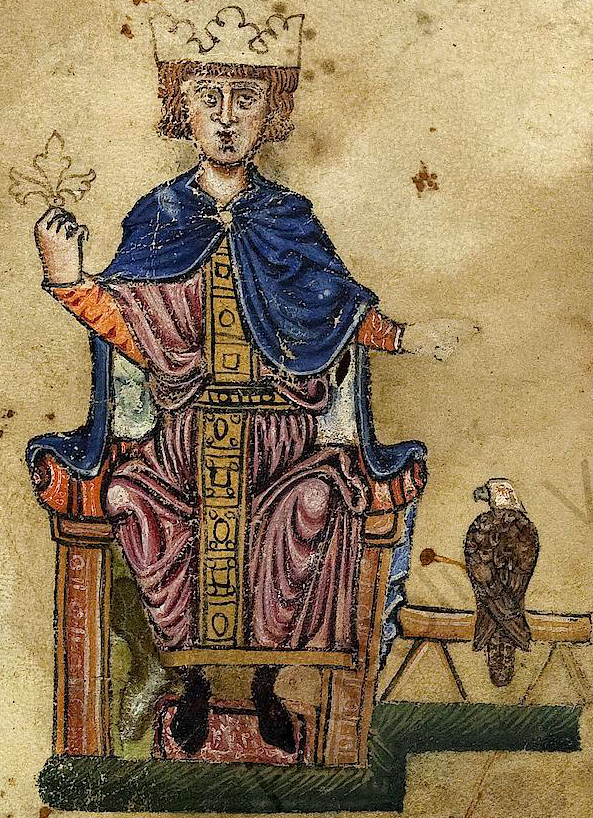
Frédéric II et son faucon représentés dans son livre De arte venandi cum avibus (De l'art de chasser au moyen des oiseaux), XIIIe siècle.

À la mort d'Henri VI, les princes allemands refusent d'élire le jeune fils de ce dernier, Frédéric-Roger de Sicile, pourtant déjà couronné « roi des Romains » du vivant de son père et se disputent sur le choix du nouvel empereur, laissant le pape Innocent III et les souverains anglais et français prendre part à leurs querelles. Finalement, grâce à l'appui du pape, Frédéric-Roger devient empereur sous le nom de Frédéric II. Il renouvelle au nouveau pape Honorius III le serment d'allégeance envers la papauté, confirme le versement d'un tribut annuel de 1 000 pièces d'or par la Sicile et promet de partir en croisade dans les lieux saints. Toutes ces promesses lui permettent d'asseoir son pouvoir solidement. En Allemagne, Frédéric II accorde à 90 évêques et abbés royaux une charte, la Confoederatio cum principibus ecclesiasticis de 1220, où il confirme l'abandon des droits de dépouilles ; il renonce aussi à influencer les élections, à exercer ses droits régaliens sur les territoires ecclésiastiques comme la construction de châteaux, les tonlieux... Il donne aux princes laïcs le statutum in favorem principum de 1232 qui en fait les maîtres de la terre et de la justice. Frédéric II est tellement occupé par ses affaires italiennes qu'il ne séjourne que quelques mois en Allemagne au début de son règne, laissant ensuite son gouvernement à son fils Henri II de Souabe. Son fils Henri accorde aux princes séculiers l'hérédité des fiefs. De ce fait les terres allemandes sont pratiquement indépendantes du pouvoir impérial dès cette époque.
Les villes rhénanes et les ports de la mer Baltique et de la mer du Nord se développent. Certaines sont d'origine romaine comme Cologne ou Augsbourg. D'autres, plus récentes, sont nées de la réunion d'une cité ecclésiastique ou laïque et d'un établissement marchand. C'est le cas de Magdebourg, Goslar, Brême ou Erfurt. Cependant les villes allemandes prennent une part peu active au grand commerce européen au XIIe siècle sauf Cologne qui dispose d'une flotte importante. Des ports importants du Nord sont Brême et Schleswig. Les principaux produits du grand commerce international sont le vin du Rhin et les armes pour les exportations, la laine, les métaux et les produits alimentaires pour les importations. À l'intérieur, l'exploitation des mines d'argent et de sel favorise le développement du commerce fluvial.

#### Désagrégation du pouvoir impérial
À la mort de Frédéric II en 1250, l'Allemagne se trouve privée d'un pouvoir central pendant l'interrègne de vingt-trois ans qui suit son décès. L'Empire apparaît alors comme une mosaïque de villes libres et de principautés, grandes et petites, séculières ou ecclésiastiques, dotées de pouvoirs régaliens. De plus, à la fin du XIIIe siècle, l'Empire se restreint à une Allemagne qui s'étend à l'est jusqu'aux limites de la plaine hongroise et du bassin de l'Oder, au nord-est aux côtes de la mer Baltique jusqu'au Niémen. La Bourgogne, la Provence et le royaume d'Italie s'en détachent. De nouvelles principautés territoriales, de taille plus réduites se constituent à l'est : la marche de Brandebourg, Saxe-Wittenberg et Saxe-Lauenbourg, Anhalt avec à leurs têtes les Ascaniens, le Thuringe et la Misnie des Wettin, le Brunswick et le Lunebourg des Welf, la Bavière et Palatinat du Rhin des Wittelsbach, les possessions des chevaliers Teutoniques sur la Baltique. Le morcellement est encore plus grand à l'ouest. On y trouve les grandes principautés ecclésiastiques : Cologne, Trèves, Mayence, Brême, Münster, Paderborn, Wurtzbourg, Bamberg, les abbayes de Fulda, Corvey, Saint-Gall, Utrecht, Liège, Salzbourg, Trente ; d'anciennes cités impériales devenues indépendantes du fait de la décadence du pouvoir impérial : Francfort, Nuremberg, Aix-la-Chapelle, Ulm, d'anciennes cités épiscopales devenues libres, Ratisbonne, Strasbourg, Bâle, Mayence, Cologne. Mais aucune n'étend son territoire pour devenir le centre d'une principauté territoriale. Vers 1380, l'Allemagne compte environ cent « villes libres », dont Augsbourg, Hambourg et Lübeck. Les villes de la Ligue hanséatique, profitent de leur éloignement géographique pour échapper à peu près complètement au pouvoir impérial tout en s'émancipant de la tutelle seigneuriale. Elles contrôlent l'axe commercial est-ouest, de Novgorod à Londres. À la fin du Moyen Âge, l'Empire est devenu une sorte de confédération d'États princiers qui n'ont entre eux qu'un lien très lâche.
Les princes élargissent leur droit de juridiction si bien que le Tribunal d'Empire perd toute importance. Ils s'emparent de presque tous les droits régaliens. Les princes organisent leur cour avec leur chancellerie, leur sceau, leur administration autonome, leur propre législation. Ils possèdent des forces militaires et s'appuient sur un système financier soigneusement organisé. Dans le même temps, les empereurs octroient aux villes les plus importantes le statut de « ville libre d'empire ». Dotées de l'autonomie juridique, judiciaire et fiscale, elles échappent ainsi à l'autorité seigneuriale. Les empereurs escomptent que grâce à leur émancipation les villes impériales contribuent largement au financement de l'armée et de l'administration impériales. Inquiet de l'anarchie et de l'insécurité qui règnent en Allemagne, le pape menace de nommer lui-même un empereur si les princes-électeurs n'y parviennent pas. En 1273, ils élisent Rodolphe de Habsbourg qu'ils pensent trop peu puissant pour nuire aux Wittelsbach ou aux Welfs. Mais Rodolphe prend possession de la marche d'Autriche tombée en déshérence et devient un empereur puissant. En conséquence, les princes écartent son fils Albert Ier du trône impérial en 1291. Pendant près de deux siècles, les élections voient alterner les représentants Habsbourg, Luxembourg et Wittelsbach. Les conséquences en sont l'essor du clientélisme et la disparition des domaines impériaux distribués à chaque élection pour s'assurer les suffrages des princes. Parmi les empereurs du XIVe et du XVe siècle, Charles IV, roi de Bohême, chef de la Maison de Luxembourg a eu un rôle important. Il veut tirer sa force et ses ressources de grandes possessions territoriales. De ce fait, il favorise la Bohême : c'est à Prague que la première université allemande est ouverte en 1347 ; de nombreux monuments s'y sont construits ; elle devient une grande capitale européenne. Charles s'empare ensuite du Brandebourg en 1373, du Haut-Palatinat autour de Ratisbonne, de la Lusace réunie à la Bohême. Le Luxembourg devient un duché. L'Allemagne évolue en une monarchie de type aristocratique, où le souverain veut dépasser ses pairs par la puissance de sa famille.

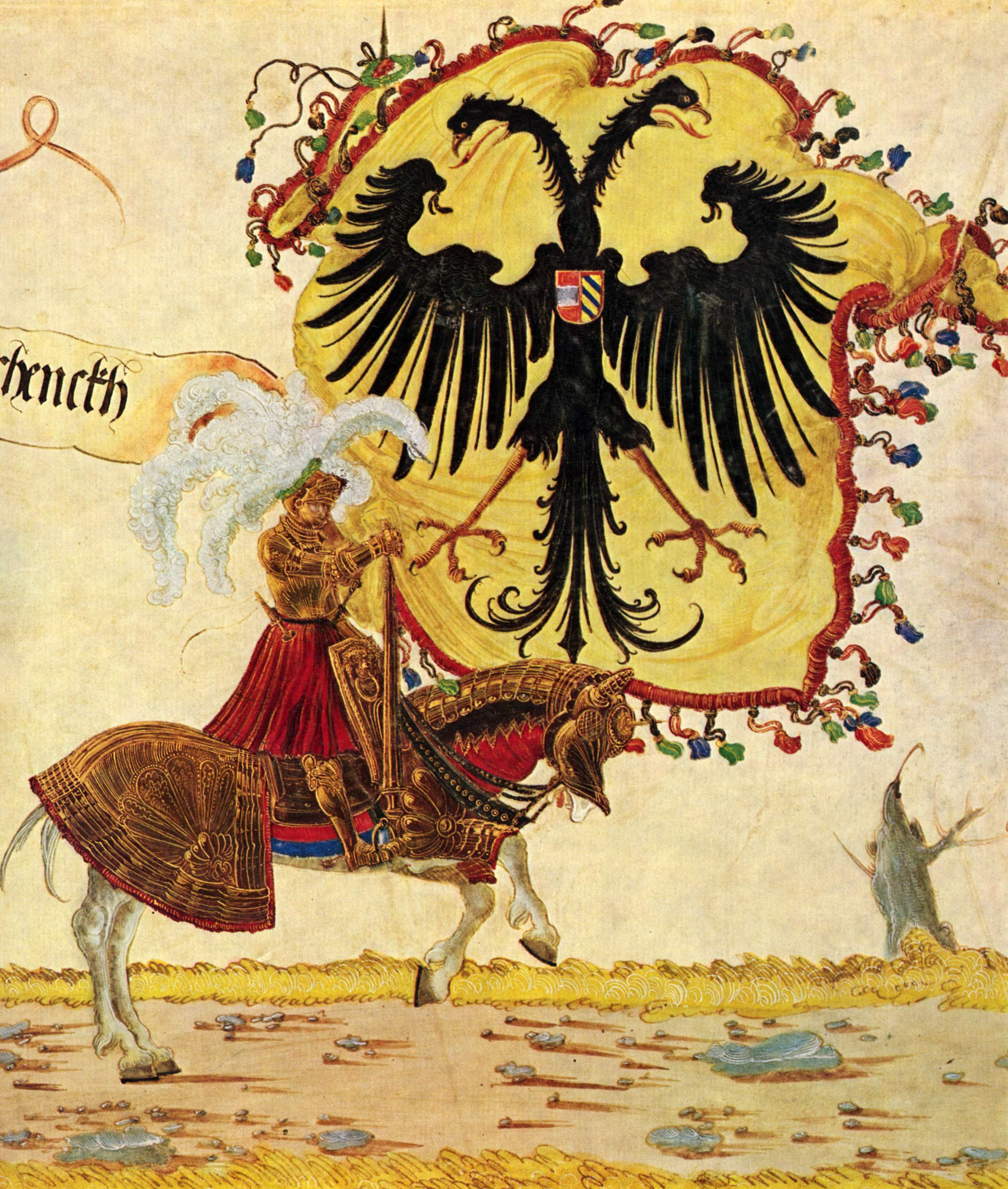
L'aigle impérial, symbole de l'Empire.

Le droit d'élection avait longtemps appartenu à tous les princes laïcs et ecclésiastiques. À partir du milieu du XIIIe siècle, il est réservé aux seuls princes-électeurs (Kurfürsten) qui se trouvent réduits à sept par la Bulle d'or de 1356: les archevêques de Cologne, Trèves et Mayence, le duc de Saxe, le roi de Bohême, le seul à ne pas être allemand, le margrave de Brandebourg et le comte palatin du Rhin. Les conditions d'élection sont si bien précisées qu'elles ne peuvent plus être contestées. Le pape n'a plus d'arbitrages à rendre et ne se mêle plus de la désignation du nouvel empereur. Le Saint-Empire perd de fait sa vocation universaliste pour prendre un caractère définitivement germanique. Ce trait s'accentue encore au XVe siècle quand la couronne impériale, d'abord détenue par une dynastie non germanique (les Ottokar des Bohème) se fixe dans la famille des Habsbourg après l'élection de l'archiduc Albert II d'Autriche.

### Colonisation des territoires à l'est
À partir du milieu du XIe siècle commence la colonisation des territoires situés à l'est de la Germanie. Cette marche vers l'est avait déjà été entamée à l'époque de Charlemagne et d'Otton Ier, mais la plupart de ces territoires avaient été perdus. En effet la dynastie franconienne se désintéresse des nouvelles terres et laisse les princes polonais et danois reprendre du terrain.

#### Colonisation de l'Europe centrale
Dans un premier temps, les Wendes sont anéantis ou assimilés par un flot de migrants. Au XIIe siècle, l'affaiblissement du roi de Pologne permet la création des marches (des districts militaires frontaliers) de Brandebourg et du Mecklembourg. Lothaire III (1125-1137) obtient la soumission des princes obotrites et poméraniens. Il réorganise les marches de l'Est. Il place à la tête du Hostein Adolphe Ier de Schauenbourg, Albert l'Ours à la tête de la marche de l'est saxonne. Enfin, il marie sa fille unique au duc Welf, surnommé « Henri le Superbe », à qui échoit le duché de Saxe. Ces princes sont à l'origine de trois grandes dynasties particulièrement actives dans la colonisation des régions de l'Est.
La christianisation permet la renaissance des évêchés de Brandebourg, Lübeck, Schwerin. Du XIIe au XIVe siècle, de centaines de milliers de Saxons, Westphaliens, Rhénans, Hollandais, Flamands, Franconiens, poussés par la raréfaction des terres disponibles et le désir d'affranchissement, affluent vers l'est. Ils sont attirés par la promesse de recevoir des terres et mettent en valeur les territoires jusqu'à la Neisse. Pour mettre en valeur le Holstein, que le comte Adolphe venait de conquérir après une guerre très dure, celui-ci envoie des messagers en Flandre et en Hollande, à Utrecht, en Westphalie, en Frise. Il promet à quiconque manquait de terre, un bon grand domaine, fertile, bien pourvu en poissons, viande et gras pâturages pour le bétail. Évangélisation et colonisation vont alors de pair. Les Sorabes peuvent coexister à côté des populations germanophones. La Poméranie orientale est l'objet d'âpres disputes entre Polonais et germanisés pendant le XIVe siècle. Plus au sud, la Silésie et l'Est du royaume de Hongrie, dévastés par les invasions des Mongols, sont repeuplés par les colons allemands. Ils peuvent s'établir dans le royaume de Hongrie comme hôtes et jouissent de droits particuliers. Au XIIIe siècle, le roi Ottokar II de Bohême permet une colonisation massive avec des Allemands venus surtout de Bavière et des régions rhénanes. Il les établit comme mineurs pour exploiter les mines d'argent découvertes sur le pourtour du pays.
Les seigneuries de l'Est de l'Empire sont souvent très vastes. Par exemple, le Schlossgesessener Adel (installé par les margraves du Brandebourg pour défendre la frontière contre les Polonais) est très étendu, tout comme les Wedel qui possèdent un fief de 60 villages. La grande taille est liée au défrichement de régions forestières encore faiblement peuplées. Les seigneuries de l'Est de l'Empire, plus anciennement exploitées, sont en général de superficie plus modeste.

#### Conquête des régions de la mer Baltique par les chevaliers Teutoniques
Deux ordres religieux, les chevaliers Porte-Glaive et les chevaliers Teutoniques sont les artisans de la colonisation violente des terres entre la Vistule et le golfe de Finlande. L'ordre des chevaliers Porte-Glaive est spécialement créé en 1202 pour soutenir les premiers efforts de colonisation-christianisation de l'embouchure de la Düna où sous l'action de l'archevêque de Brême la ville de Riga avait été fondée en 1180. Les chevaliers Porte-Glaive sont peu nombreux, 120 en tout, mais ils font appel à de nombreux croisés laïcs. C'est ainsi qu'ils fondent des monastères à travers le territoire de la Lettonie actuelle.
Les chevaliers Teutoniques ou Deutscher Orden sont apparus en 1190-1191 en Terre sainte. sous le nom de « Frères hospitaliers allemands de Sainte-Marie de Jérusalem ». L'ordre est appelé par le duc polonais Conrad de Mazovie et un évêque polonais attaqués par les Baltes installés entre le Niémen et la Vistule. Une croisade est mise sur pied en 1230 avec des gens venus de tout l'Occident chrétien mais le pays n'est soumis qu'en 1283.
Les chevaliers Porte-Glaive et les chevaliers Teutoniques fusionnent en 1237 et finissent par dominer le territoire de la Germanie au golfe de Finlande. Cette région est dirigée par le grand maître de l'Ordre. Le pays est alors divisé en seigneuries avec, à leur tête, un chevalier titulaire de la terre. Les croisés deviennent des paysans établis pour remplacer la population borusse tuée ou en fuite. De nombreuses villes sont créées : Marienwerder, Thorn, Kulm, Elbing, qui entretiennent des relations avec la Hanse, Königsberg en 1255 – « mont Royal ». Les Teutoniques jouissent d'une totale indépendance par rapport au Saint-Empire romain germanique.

#### Expansion vers le sud
La colonisation vers le sud avait commencé dès l'époque de Charlemagne mais la poussée des Hongrois avait fait évacuer les régions conquises. Otton Ier occupe de nouveau les régions au sud de la Bavière et crée une nouvelle marche colonisée par des familles bavaroises et rhénanes. Les évêques de Salzbourg, Freising et Passau se constituent de vastes domaines et créent de grands monastères comme Melk et Saint-Polten. En 996, le nom d'Ostarrichi apparait pour la première fois. La forme latinisée Austria est à l'origine du nom Autriche. En 1002, une forteresse est construite près des ruines de l'ancienne cité romaine de Vindobona, la future Vienne. D'autres villes se développent telles Linz, Innsbruck, Graz. La colonisation allemande déborde sur les marches voisines de Carinthie et de Carniole mais elle se limite aux villes. Le Tyrol, en revanche, restait divisé en comtés jusqu'au XIIIe siècle. En 1246, les Habsbourg prennent possession de ces marches qu'ils conservèrent jusqu'en 1918.
À la fin du XIVe siècle, la première grande vague de colonisation est terminée : des Germains se sont installés au nord jusqu'au golfe de Finlande, au sud presque jusqu'à l'Adriatique, à l'est jusqu'au cœur des Carpates roumaines. Des centaines de milliers d'Allemands de l'Ouest poussés par la surpopulation ont ainsi migré vers l'est où des tenures plus vastes et des droits féodaux plus légers les attendent.

### De la peste noire à la fin du Moyen Âge

#### Peste noire et évolution économique
Dès 1349, la peste fait son apparition dans la vallée du Rhin et en Prusse. Cologne est touchée en décembre 1349. Pendant l'année 1350, toute l'Allemagne est touchée mais c'est dans le Nord du pays que la mortalité est la plus forte. À Brême, entre la moitié et les deux tiers de la population disparaît. Les conséquences économiques ne se font pas attendre : déclin de la production agricole et artisanale, arrêt des transports, récession du commerce et des activités bancaires, arrêt de la colonisation de l'Est. À l'est, la grande peste a comme conséquence la désertion des terres pauvres. En récupérant les terres abandonnées, les seigneurs accroissent leur réserve foncière. En même temps, les princes qui ont besoin d'argent, abandonnent aux seigneurs leurs droits régaliens. De ce fait, les paysans restant sur les terres se retrouvent sous la domination directe des seigneurs qui leur imposent de lourdes corvées, indispensables à l'exploitation des grands domaines. Alors que jusque là, ils étaient plus libres que les paysans du reste de l'Allemagne, ils se retrouvent dans une plus grande servitude.
Au XVe siècle, une fois le pays remis de la peste, les villes de l'Allemagne moyenne et méridionale connaissent un véritable essor industriel. Les progrès techniques qui se développent dans les mines du Harz, de Thuringe, de Bohême et de Hongrie permettent une augmentation de la production du cuivre, de l'étain, du zinc et de l'argent. Augsbourg et Nuremberg fabriquent le laiton, le bronze, mais aussi des armes et des canons qui sont ensuite exportés dans toute l'Europe. Les toiles fabriquées dans les campagnes allemandes pour les marchands d'Augsbourg, de Constance, de Saint-Gall, de Ravensbourg sont elles aussi exportées.

#### Évolution politique
À la mort de Charles IV en 1378, son fils Venceslas lui succède. À cette époque, l'Occident est déchiré par le Grand Schisme. Le roi de France et l'empereur soutiennent le pape d'Avignon. Le pape de Rome, Boniface IX, intrigue en faveur d'un rival, le comte palatin Robert de Wittelsbach. Venceslas est déposé par les Princes-Électeurs allemands en août 1400 en faveur de son rival, Robert Ier. Après la mort de ce dernier en 1410, Sigismond, frère de Venceslas est élu empereur. Il met fin au Grand Schisme par le concile de Constance (1414-1418). Catholique ardent, il lutte contre la prédication de Jean Hus. Le hussisme est à la fois une tentative de réforme de l'Église et un sursaut du nationalisme tchèque menacé par l'essor du germanisme. La guerre hussite dure vingt ans (1415-1436). À l'est, en 1410, la bataille de Grunwald voit une coalition lituano-polonaise dirigée par le roi Ladislas II Jagellon écraser les chevaliers teutoniques. Le règne de Sigismond est par conséquent considéré comme particulièrement éprouvant pour le prestige de la dynastie de Luxembourg. Sigismond tente, après avoir été couronné roi d'Italie en 1431 puis empereur à Rome en 1433, de réorganiser l'empire en créant des cercles administratifs regroupant les seigneuries et une police assurant la paix publique ; mais l'esprit d'indépendance des seigneurs est tel que ces réformes ne sont pas appliquées. Albert II, un Habsbourg qui a épousé la fille unique de Sigismond, lui succède. Dans la seconde partie du XVe siècle, l'Allemagne connaît des guerres civiles permanentes dont l'empereur Frédéric III, autre représentant de la maison de Habsbourg, ne s'occupe guère, pris lui-même en tenaille entre les velléités d'indépendance des Confédérés helvétiques et les menées expansionnistes de Matthias Ier de Hongrie en Europe centrale et orientale. Son fils, Maximilien, en épousant Marie de Bourgogne, est à l'origine de la puissance des Habsbourg.

## Temps modernes

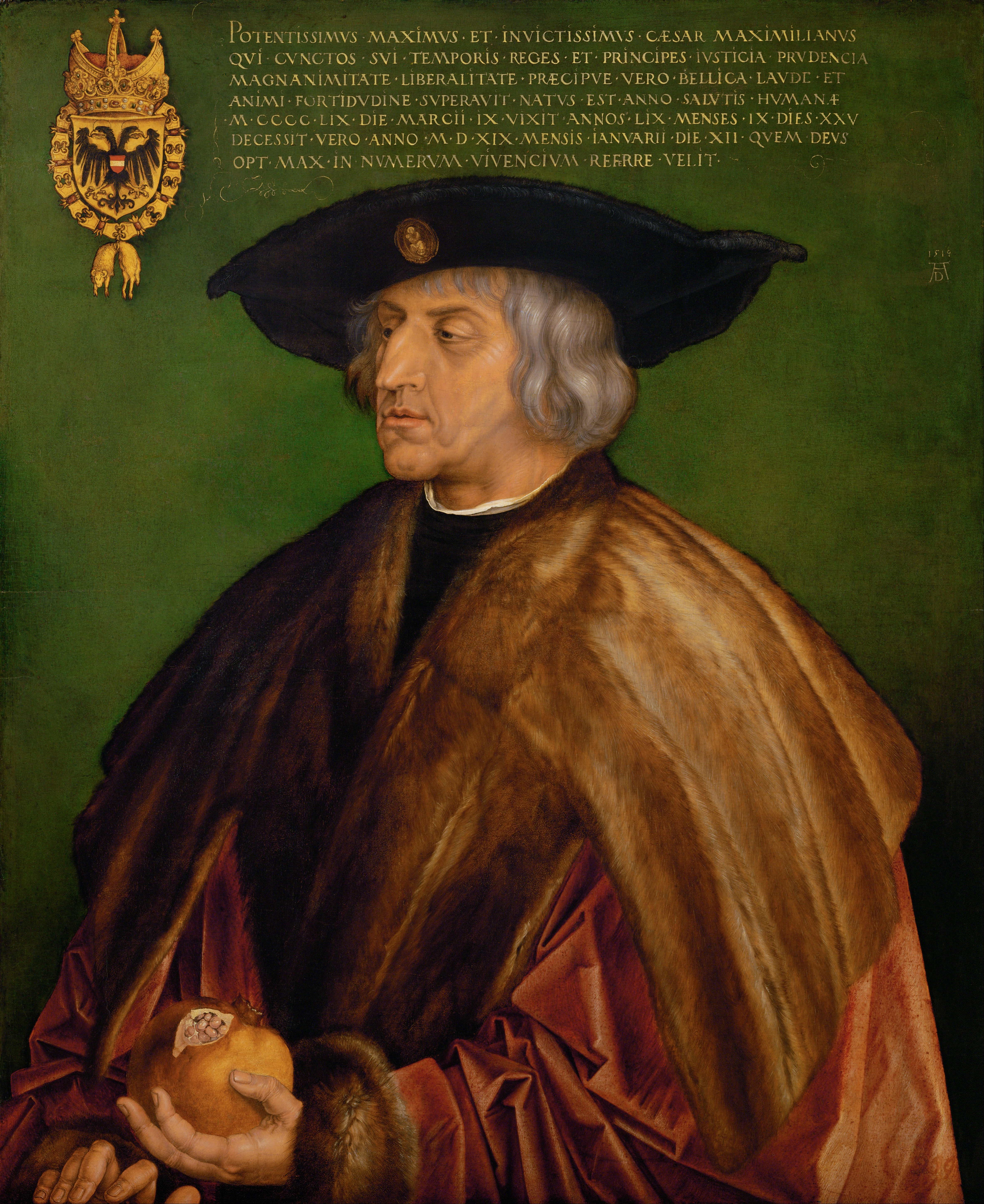
Maximilien Ier peint par Albrecht Dürer.

Au XVe siècle, le dynamisme économique de l'Allemagne est patent dans les villes, les grandes cités commerciales du Nord sont unies autour de Lübeck dans la Ligue hanséatique. L'essor des activités économiques s'accompagne de progrès techniques considérables, dont le plus célèbre est l'invention des caractères d'imprimerie mobiles par Johannes Gutenberg. Cependant sur le plan politique, les empereurs ont échoué à donner des institutions stables et efficaces à l'Empire. Face à l'empereur, à la petite noblesse, aux villes, les princes affirment leur puissance. C'est le cas des Hohenzollern en Brandebourg, des Wittelsbach dans le Palatinat et en Bavière, des Wettin en Saxe et des Zähringen en Souabe.

### Temps de la Réforme

#### Empire des Habsbourg
En 1508, Maximilien de Habsbourg devient empereur. C'est sous son règne, en 1512, qu'un texte officiel utilise pour la première fois l'appellation de « Saint-Empire romain de la nation allemande ». Dès 1495, il entreprend une réforme institutionnelle pour pacifier l'Empire. Les princes et les villes représentés à la diète de Worms acceptent l'interdiction de toutes les guerres privées. Un tribunal d'empire, composé pour moitié de juristes et pour l'autre de représentants des États, est créé. Il doit juger les conflits entre les sujets et leur prince ou ville. Un « sou commun », impôt direct, est institué pour permettre le financement de la cour de justice et de l'armée communes. Mais Maximilien de Habsbourg échoue à étendre son autorité sur toute l'Allemagne. Chacun des quelque 350 États reste maître chez lui. En 1499, les cantons suisses accèdent à une indépendance de fait, reconnue par l'empereur.
Maximilien de Habsbourg, prince habile et intelligent, reforme à son profit l'empire bourguignon. Pratiquant une habile politique matrimoniale, il unit son fils, Philippe le Beau à Jeanne, l'unique héritière de souverains espagnols. Il marie ses petits-enfants aux héritiers du royaume de Bohême et de Hongrie. En Allemagne, il parvient à unifier ses états héréditaires, prémices de la formation de l'empire d'Autriche. À la mort de Maximilien en 1519, deux candidats se disputent le titre d'empereur, François Ier de France et Charles Quint, petit-fils du défunt empereur et déjà roi d'Espagne. C'est finalement ce dernier qui l'emporte.
L'essentiel de la richesse allemande réside cependant dans les villes. Les cités du Sud comme Augsbourg, Nuremberg prospèrent grâce au commerce avec l'Italie. Celles du Nord, Hambourg, Lübeck, Stettin, Dantzig, cités de la Hanse sont menacées par l'affermissement des États et l'essor commercial des Hollandais et des Allemands du Sud. Le XVIe siècle naissant est celui du triomphe de la bourgeoisie d'affaires. L'exemple le plus frappant est celui de la famille Fugger, une famille de banquiers d'Augsbourg qui finance Maximilien et Charles Quint, obtient en échange des avantages commerciaux considérables. À la fin du XVe siècle, les Fugger s'installent à Anvers, Breslau, Lübeck. Au début du siècle suivant, c'est à Stettin, Dantzig et Hambourg qu'on les retrouve. À l'avènement de Charles Quint, les Fugger s'installent en Espagne. Par contre, le pouvoir d'achat de petits nobles s'érode. Les paysans s'appauvrissent à cause du poids des taxes féodales, du morcellement des tenures et de l'endettement croissant. Depuis 1490, les paysans d'Alsace et du Wurtemberg ont commencé à se révolter.

#### Conflit religieux et conséquences
La question religieuse domine le XVIe siècle. En 1517, le moine et théologien Martin Luther enflamme l'Allemagne en publiant à Wittenberg les 95 thèses où il critique ouvertement le pape et la vente des indulgences. Bien qu'il ait été excommunié par le pape Léon X en 1521 et mis au ban de l'Empire par le jeune empereur Charles Quint en 1521, ses idées progressent en Allemagne. Des humanistes comme Melanchthon, des artistes : Dürer, les Cranach, Holbein adhèrent aux idées de Luther.
Les paysans d'Allemagne du sud se révoltèrent contre leurs seigneurs à la fin de l'année 1524. L'Allemagne avait déjà connue au cours du demi-siècle précédant plusieurs révoltes paysannes mais celle-ci fut d'une ampleur bien plus considérable. Des armées improvisées de milliers, voire de dizaines de milliers de combattants, propagèrent le mouvement d'une région à une autre au cours de leur déplacement dans le Sud et le Centre, pillant des monastères et des châteaux, et essayant de rallier à elles les villes. Les insurgés parvinrent en effet à gagner quelques villes, telles que Salzbourg, Stuttgart, Memmingen, Kaufbeuren ou encore Mühlhausen. Leurs revendications étaient en partie de nature religieuse (le droit des collectivités locales à nommer leurs propres pasteurs et à décider comment utiliser les dîmes) et d'autres visaient à améliorer la condition des paysans (l'abolition du servage, celle des divers droits et redevances payables aux seigneurs, l'abrogation de l'interdiction seigneuriale de la chasse, de la pêche et du ramassage de bois par les paysans, et la suppression de la justice arbitraire). Leur programme n'était pas révolutionnaire et reposait sur l'hypothèse que la noblesse finirait par accepter les revendications des paysans. Dans l'ensemble, les paysans tendaient à accepter la noblesse, à condition qu'elle consente à se soumettre à leurs associations communales. L'historien conservateur Geoffrey Elton considère que « la paysannerie se comporta en général avec une remarquable modération ». Pour Friedrich Engels, exprimant la sensibilité opposée, « ils ont montré un extraordinaire manque de détermination en ce qui concerne l'attitude à tenir [...] à l'égard de la noblesse et des gouvernements. La seule détermination dont ils firent preuve se manifesta au cours de la guerre, après que les paysans eurent fait l'expérience du comportement de leurs ennemis. »
En avril 1525, des armées de mercenaires levées par les seigneurs entreprirent de détruire la rébellion. Geoffrey Elton indique que « les classes gouvernantes furent ébranlées en profondeur et leur réaction fut beaucoup plus sauvage que la menace qu'elles combattaient [...]. Des milliers de paysans - certaines estimations parlent de 100 000 - furent tués, la plupart à la suite de prétendues batailles qui n'étaient que des déroutes, les hommes d'armes des princes se divertissant beaucoup dans la poursuite des fugitifs. »
Les petits chevaliers profitèrent également de l'agitation pour piller les biens des prélats et des riches bourgeois. Luther fut indigné par une rébellion qui tendait à menacer un ordre social qu'il défendait et soutint la répression. Il écrivit un court texte intitulé « Contre les hordes meurtrières et pillardes des paysans », qui enjoignait les seigneurs à prendre les mesures les plus extrêmes : « Chers seigneurs, déchainez-vous [...], exterminez, égorgez et que celui qui en a le pouvoir agisse ». Dans une lettre, il insistait : « Mieux vaut la mort de tous les paysans que celle des princes ou de magistrats ».
Les princes électeurs de Saxe, Palatinat, Brandebourg, le landgrave de Hesse, de nombreuses villes se convertissent au luthéranisme : Constance, Nuremberg, et, au nord, Magdebourg, Halberstadt, Breslau, Brême, Königsberg. Elles confisquent à leur profit les biens de l'Église catholique. Albert de Brandebourg, un prince de la famille des Hohenzollern, grand maître de l'ordre Teutonique se fait luthérien et s'attribue les immenses biens de l'ordre en Prusse. Il prend le titre de duc de Prusse en 1527. Les princes ont l'espoir de trouver une paix de compromis tout en supprimant les abus de l'Église grâce à un concile. En attendant, la diète réunie à Spire en 1526 décide à l'unanimité que pendant un an et demi chaque État sera responsable de ses affaires religieuses. Cette décision est révoquée par la majorité des participants à la diète de Spire de 1529. L'obligation de restaurer le culte catholique partout où il a été supprimé est proclamée. Les princes et les villes luthériennes protestent. Leur argumentation porte sur le fait qu'une décision prise à l'unanimité ne saurait être révoquée par une simple majorité. Ils introduisent ainsi un principe nouveau dans l'administration de l'Empire : une décision à l'unanimité ne peut ensuite être révoquée par une décision à la majorité. En 1530, la diète d'Augsbourg ordonne que les biens de l'Église catholique confisqués par les princes protestants lui soient rendus. Les protestants refusent.
En février 1531, les princes et villes protestants forment une alliance contre l'empereur, la Ligue de Smalkalde. Devant l'impossibilité de concilier les deux partis, Charles Quint décide d'employer la force contre les princes luthériens à partir de 1546. Il met au ban de l'Empire l'électeur de Saxe et le landgrave de Hesse. Les protestants subissent une défaite décisive à Mühlberg en Saxe en 1547. De partout l'empereur reçoit des déclarations de soumission. La ligue de Smalkalde semble dissoute. La Bohême est durement réprimée.
Les princes protestants obtiennent alors l'appui du roi de France Henri II en échange du droit pour celui-ci d'occuper Metz, Toul, Verdun « et autres villes de l'Empire ne parlant pas allemand ». Charles Quint laisse son frère, le futur empereur Ferdinand Ier signer la paix d'Augsbourg en 1555. Les sécularisations déjà accomplies de biens de l'Église catholique sont entérinées mais il est interdit à l'avenir de confisquer d'autres biens de l'Église. Les princes et les villes libres ont le droit de choisir leur religion mais les sujets sont obligés de professer la même religion que leur souverain, d'où l'adage : Cujus regio, ejus religio, Tel prince, telle religion. Les deux-tiers de l'Allemagne sont devenus protestants. La paix de 1555 met donc fin aux espoirs de l'empereur d'être le chef religieux en ses États, volonté affirmée avec force au Moyen Âge lors du conflit des investitures. Charles Quint abdique en 1556. Son fils Philippe II reçoit l'Espagne et l'héritage bourguignon. Son frère Ferdinand reçoit les possessions autrichiennes et la couronne impériale. Ce dernier n'hésite pas à faire des concessions aux princes protestants quand l'intérêt de l'Empire l'exige. Après la mort de Ferdinand Ier en 1564, ses successeurs laissent l'autorité impériale s'affaiblir. De ce fait les sécularisations de biens de l'Église catholiques continuent malgré les clauses de la paix d'Augsbourg. Jacques Andreae, chancelier de l'université de Tübingen, publie Le Livre de Concorde en 1580, qui devient un des documents de base de la Réforme évangélique. De plus, la religion calviniste fait des progrès spectaculaires en Allemagne dans le dernier quart du XVIe siècle. Ses adhérents réclament les mêmes avantages que les Luthériens. Sous Rodolphe II (1576-1612), le pouvoir impérial continue à s'affaiblir : Il n'y a plus de véritable Reichstag ; les autres organes du gouvernement sont affaiblis ; l'Empereur est en butte à l'hostilité des Électeurs de l'Empire. Ceux-ci sont divisés en deux partis, le camp protestant comprenant aussi des calvinistes et des catholiques. De nouveaux problèmes se posent à l'Empire : la reconnaissance du calvinisme, le droit de se convertir à la Réforme pour les villes de l'Empire, les nouvelles sécularisation de couvents et d'abbayes malgré les accords de 1555... Des alliances s'organisent. En 1608 est fondée l'Union évangélique qui regroupe les villes et les princes protestants, à l'exception de l'Électeur de Saxe et du duc de Brunswick-Wolfenbüttel. Maximilien de Bavière organise autour de lui la Sainte Ligue catholique en 1609 à laquelle adhèrent les trois Électeurs catholiques et le pape Paul V, que soutient Philippe III d'Espagne.
Sur le plan économique, la seconde moitié du XVIe siècle est marquée par la hausse des prix. Il existe plusieurs explications à ce phénomène. L'Espagne, qui a beaucoup emprunté aux Fugger, fait plusieurs fois banqueroute en 1557, entraînant dans son sillage la faillite de la banque d'Augsbourg en 1557. La monnaie se dévalue à cause de l'afflux d'or et d'argent du nouveau monde puis de l'altération des monnaies existantes, et ce jusqu'en 1623. La seconde explication est la forte croissance démographique qui raréfie et renchérit les denrées. Les villes de la Hanse sauf Hambourg déclinent lentement face à la concurrence des Provinces-Unies. Francfort devient cependant le principal centre de foires de l'Allemagne du Sud-Ouest.

### Effacement du Saint-Empire

#### Guerre de trente ans
Le nouvel empereur Habsbourg, Ferdinand II effraie les princes protestants. C'est un catholique intransigeant, il veut transformer ses couronnes électives en couronnes héréditaires et veut faire du Saint-Empire un vaste État centralisé. La guerre commence en 1618 à la suite de la défenestration de Prague, avec la révolte de l'aristocratie protestante de Bohême contre Ferdinand II. L'empereur les bat rapidement et confisque les biens de l'électeur palatin, calviniste, qui les avait soutenus. L'intervention du roi du Danemark, Christian IV, est un échec. L'empereur en profite pour promulguer en 1629 l'édit de Restitution qui lèse les intérêts des princes d'Allemagne du Nord.
Les princes allemands inquiets parviennent à convaincre le roi Gustave II Adolphe de Suède d'intervenir à partir de 1630. Après la victoire de Breitenfeld en 1631, les troupes suédoises libèrent l'Allemagne du Nord et entrent en Allemagne du Sud. Le roi de Suède est tué lors de la bataille de Lützen le 6 novembre 1632. Les Suédois sont battus en 1634. Ferdinand II propose aux princes allemands une paix de compromis. C'est alors que la France entre dans le conflit à l'appel de princes allemands alliés. Richelieu veut abattre la puissance des Habsbourg qui représente à ses yeux un danger mortel pour la France. À partir de 1640, les difficultés intérieures de l'Espagne des Habsbourg permettent à la France et la Suède de reprendre l'avantage. En 1648, le maréchal de Turenne, allié aux Suédois, bat une armée impériale en Bavière et s'avance vers Vienne. Quelques mois plus tard la paix est signée.
Les traités de Westphalie consacrent l'échec des ambitions des Habsbourg d'Autriche et l'affaiblissement définitif de l'autorité impériale en Allemagne. Les clauses de la paix d'Augsbourg de 1555 sont confirmées. Les calvinistes peuvent bénéficier des mêmes avantages que les luthériens. Il est désormais interdit à la Diète de prendre des décisions en matière religieuse autrement qu'à l'unanimité. La guerre, la paix, la levée et le commandement de l'armée relèvent désormais du vote de la Diète. Ce n'est donc plus l'empereur qui conduit la politique extérieure de l'Empire. Plus humiliant pour l'empereur, les États ont le droit d'entrer dans des alliances contre lui. Ceci a pour conséquence le renforcement du pouvoir des 350 États allemands. Le duc de Prusse reçoit la Poméranie orientale, et les évêchés sécularisés de Minden, Halberstadt, et Magdeburg.
La guerre a causé des ravages immenses. La population a diminué de près de 50 %. Les armées qui sillonnent l'Empire amènent avec elles les épidémies, la première cause de mortalité pendant la guerre de Trente Ans. Elles amènent aussi la famine car elles se nourrissent sur le pays, ne laissant rien à manger aux populations occupées. La forte baisse de la nuptialité et de la natalité contribue aussi au dépeuplement. Enfin certains préfèrent émigrer pour fuir les troubles. À la fin du XVIIe siècle et au XVIIIe siècle, un grand nombre d'Allemands émigrent dans l'empire d'Autriche pour s'installer dans les régions fertiles et peu habitées de Hongrie, de Vojvodine, de Galicie et de Bucovine.

#### Émergence des États au sein du Saint-Empire
À partir de 1663, le Reichstag, devenu « perpétuel », siège à Ratisbonne. Les États ont les plus grandes difficultés à se mettre d'accord et les débats sont souvent très longs. L'empereur et les princes n'y siègent donc plus. Le Reichstag devient alors une assemblée de diplomates et perd une grande partie de son importance dans les relations internationales. Dans ce domaine, les États nationaux les plus importants, la Bavière, la Saxe et surtout l'Autriche et la Prusse affirment leur indépendance et parfois même leurs rivalités. Au XVIIIe siècle, Frédéric II et Marie-Thérèse d'Autriche, soutenus par leurs alliés respectifs allemands et étrangers, s'affrontent dans deux guerres pour la possession de la Silésie. Les Allemands restent cependant attachés à l'idée d'empire.
À la suite du traité de Westphalie, on assiste à un statu quo relatif, qui va permettre un accroissement des échanges entre les États allemands. La vie intellectuelle, qui était demeurée assez terne après la Réforme, prend un nouvel éclat, d'abord à partir de la fin du XVIIe siècle (avec Leibniz), et plus encore au cours de la seconde moitié du XVIIIe siècle. L'Allemagne devient en effet un des carrefours de l'Europe des Lumières, s'ouvrant aux influences anglaises (Shakespeare traduit par Friedrich Schlegel), et françaises (voyage de Voltaire en Prusse et forte influence du pré-romantisme de Jean-Jacques Rousseau et de Bernadin de Saint-Pierre). S'y concrétisent ainsi deux mouvements essentiels de la modernité culturelle : le Romantisme, issu du Sturm und Drang, et qui s'affirmera avec le cercle d'Iéna ; et l'Aufklärung qui parachève la philosophie française et anglaise des Lumières.
L'Émergence des États s'effectue également par celle d'un marché de la dette publique. La Francfort Wertpapier Boerse créée en 1585 par des marchands pour établir un cours unique des monnaies, devenue une bourse aux effets de commerce au XVIIe siècle, centralise depuis la fin du XVIIIe siècle la négociation de la dette publique. La Banque de Bethmann innove en fragmentant et revendant, par appel à l’épargne publique, les prêts souverains à François Ier d'Autriche, engrangeant des profits supérieurs à ceux de l’ensemble des autres banques allemandes.

### La France révolutionnaire et impériale, adversaire et modèle

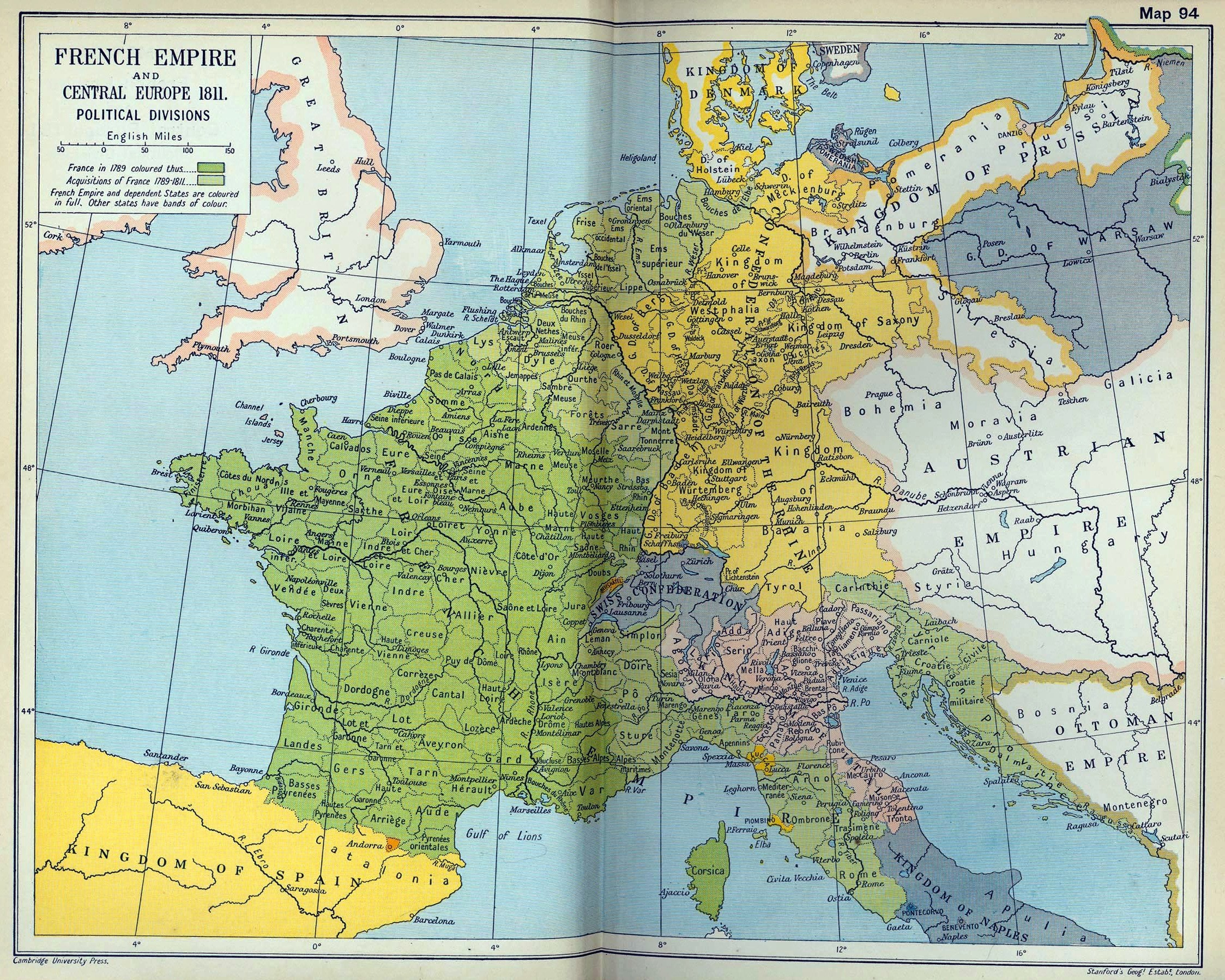
Les annexions à l'Empire français en 1811 sont représentées en vert clair.

En 1789, la Révolution française est admirée par le monde intellectuel et universitaire : les poètes Klopstock et Goethe, les philosophes Kant et Fichte, s'enthousiasment devant la Déclaration des droits de l'homme. Des clubs se créent à Mayence sur le modèle jacobin, et vont bientôt demander le rattachement de leur ville à la nation française. Dès 1792, la France envahit la rive gauche du Rhin, et les sentiments envers la Révolution changent. Le sentiment national, à l'origine l'apanage des intellectuels, se popularise avec l'annexion de la Rhénanie par la France. En 1803, le premier consul Napoléon Bonaparte réorganise, par le recès d'Empire, le Saint-Empire qui passe de plus de 300 États à une centaine. Toutes les principautés ecclésiastiques sont supprimées, ainsi que la plupart des villes libres. Après les batailles d'Austerlitz et d'Iéna, mis à part l'Autriche et la Prusse, tous les dirigeants des États allemands se retrouvent sous l'influence directe de la France : le 12 juillet 1806, seize États allemands signent le traité de la confédération du Rhin par lequel ils s'unissent et acceptent la France comme leur protecteur, en échange de quoi ils fournissent des troupes et fidélité. Le nombre des États membres passe plus tard à 35. Il est cependant à distinguer le cas des alliés qui doivent à la France un soudain accroissement de puissance (royaumes de Bavière et de Wurtemberg), et celui des États vassaux, dirigés par un membre de la famille Bonaparte (la Westphalie). Le 6 août 1806, le dernier empereur du Saint-Empire romain germanique, François II, se soumet à un ultimatum de Napoléon Ier. Il renonce à la couronne impériale et délie tous les États allemands de leur fidélité : c'est la fin du Saint-Empire. Le blocus continental contre le Royaume-Uni pousse Napoléon Ier à annexer une partie des États allemands : Hambourg, Brême, Münster, Aix-la-Chapelle, Mayence et Coblence deviennent des chefs-lieux de départements français. Dans les différentes régions, la présence française est source de mécontentement. Les armées françaises présentes sur le territoire vivent de réquisitions. Le blocus continental limite les échanges commerciaux même s'il permet le développement de la production de charbon dans la Ruhr en remplacement des importations anglaises. Le nationalisme allemand naît de la défaite française en Russie, même si la défaite prussienne d'Iéna l'avait déjà préparé en donnant lieu au Discours à la nation allemande de Fichte. L'anéantissement de la grande armée lors de la retraite de Russie provoque une guerre de libération qui s'achève avec le retrait français en novembre 1813 après la défaite de Leipzig.

## Transformations duXIXesiècle

### Évolutions politiques
Après le congrès de Vienne (septembre 1814 - juin 1815), le défunt Empire est remplacé par la Confédération germanique (« Deutscher Bund ») qui regroupe 39 États sous la direction honorifique des Habsbourg qui ne porte plus que le titre d'empereur d'Autriche. Elle est dotée d'une Assemblée confédérale composée d’émissaire des princes et des Villes libres, qui siège au palais de Thurn und taxis à Francfort-sur-le-Main jusqu'en 1866. En fait cette confédération ne peut fonctionner que dans le cas d'une entente entre la Prusse et l'Autriche. Mais l'empire des Habsbourg ne compte que 6,5 millions d'Allemands sur 20 millions d'habitants et poursuit une politique d'extension territoriale vers le monde slave. La puissance prussienne commence alors à peser sur les territoires de langue allemande en dehors de l'Autriche, bien que l'empire autrichien continue lui aussi à exercer son influence.
L'impuissance de la Confédération contribue à l'apparition du romantisme historique, un courant de pensée qui idéalise le Moyen Âge et rêve de l'établissement d'une société d'ordres très structurée dans laquelle chaque individu serait susceptible de s'épanouir. Celui-ci contribue au renouveau du catholicisme allemand mais n'a que peu d'influence sur l'évolution politique des États. Le courant libéral, en revanche, s'inspire des modèles français et britannique pour réclamer une constitution avec un parlement élu au suffrage censitaire, ainsi que des libertés individuelles garanties par l'État. Un nombre de petits États, mais par la suite aussi les trois États du Sud, le Wurtemberg, le Pays de Bade et la Bavière, introduisent de telles constitutions avant 1820. Pendant la même période, en 1817, des étudiants nationalistes organisent la fête de la Wartbourg, réclamant l'unité allemande, suivie par d'autres manifestations allant dans le même sens. Le 23 mars 1819, un étudiant allemand poignarde August von Kotzebue, dramaturge russe et serviteur du tsar. Cet événement sera le déclencheur d'une série de durcissements de la législation allemande qui entraîne un climat de censure et de surveillance dans les États allemands, dont celle des imprimés qui sera maintenue jusqu'en 1848. À ces aspirations à l'unité politique ne se mêle pas seulement un sentiment de francophobie héritée des guerres napoléoniennes, mais aussi des sursauts d'antisémitisme, comme lors des émeutes Hep-Hep. Les partisans de l'unité, qui se recrutent principalement dans les milieux universitaires nationalistes avant d'être rejoints par des intellectuels libéraux, fustigent la faiblesse de la Confédération qui n'a aucun poids sur la scène internationale et qui dépend du bon vouloir de ses deux « grandes puissances », l'Autriche et la Prusse.
Après la Trois Glorieuses en juillet 1830 en France, une vague constitutionnaliste s'étend en Allemagne comme dans le comté de Brunswick où son souverain Charles II est chassé, remplacé par son frère qui met en place une Charte constitutionnelle ou en Saxe où le roi cède sa place à son neveu qui promulgue une Constitution inspirée de l'Allemagne du Sud. Une manifestation est organisée au château de Hambach le 27 mai 1832, rassemblant entre 20 000 et 30 000 personnes réclamant des réformes constitutionnelles, la liberté de la presse et l’unité nationale. En réaction, les princes allemands durcissent une nouvelle fois leurs pouvoirs, en interdisant les associations. De nombreux intellectuels décident de s'exiler, en Suisse particulièrement. Cinq ans plus, les Sept de Göttingen, un groupe d'intellectuels dont les frères Grimm, dénoncent le nouveau roi de Hanovre, Ernest-Auguste Ier qui a invalidé la Constitution de 1833. Ils seront destitués de leurs chaires, hissés comme des symboles nationaux de la résistance libérale par le peuple allemand.

#### Printemps des peuples dans les États allemands

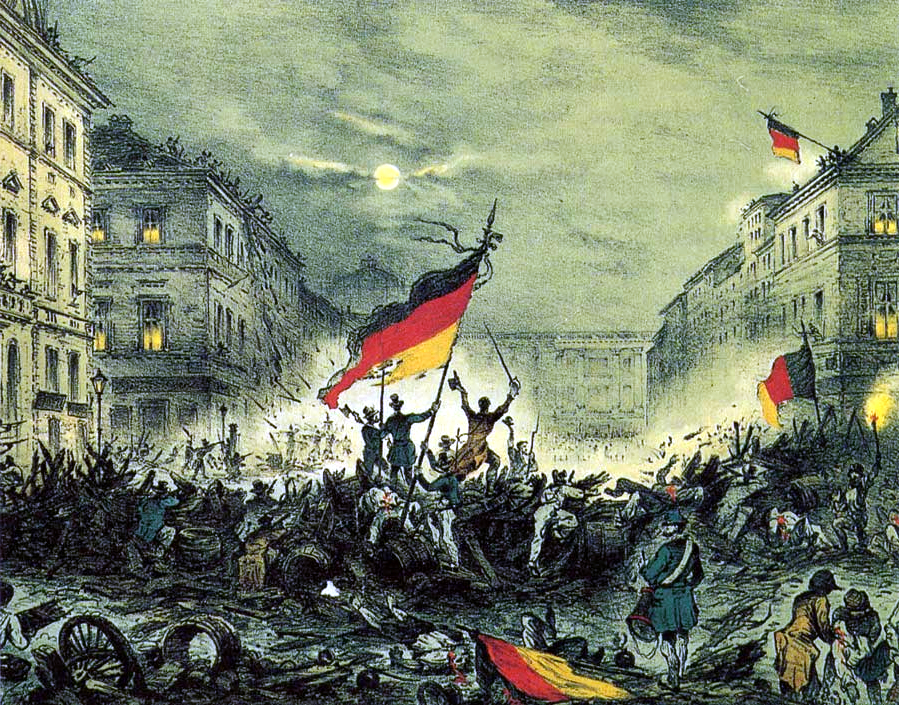
La révolution de 1848, dite révolution de mars à Berlin.

En 1848, à la nouvelle des révolutions parisiennes, l'Allemagne s'embrase. Les révolutionnaires soutiennent des revendications d'unité nationale, de liberté et de démocratie, inscrites dans les « Revendications de Mars », un texte dont la rédaction a commencé à Mannheim, dans le Sud de l'Allemagne. Quelques patriotes réunis à Heidelberg, dans le grand-duché de Bade, réclament l'élection d'une assemblée constituante élue au suffrage universel et concernant tous les Allemands. Les dirigeants des 39 États, déstabilisés par les mouvements révolutionnaires laissent faire. L'assemblée se réunit à Francfort et décide en mars 1849, après de longues tractations, de transformer la confédération germanique en un État fédéral avec un empereur à sa tête.
Lors des débats était apparue la question des limites de ce nouvel État fédéral. Pour certains députés, les Autrichiens germanophones doivent faire partie de cette union. Toutefois les peuples non germaniques posent problème, l'objectif étant de former un État-nation. C'est donc la solution dominée par la Prusse, dite solution petite-allemande, c’est-à-dire sans l'Autriche, qui emporte finalement la décision.
Pendant le même temps, à Berlin, la révolution éclate le 13 mars 1848. Après des batailles de rues entre les révoltés et l'armée, le roi de Prusse Frédéric-Guillaume IV promet de retirer ses troupes et de réunir la Diète. Elle est réunie en mai 1848, mais dissoute par la force en décembre de la même année, quand les rapports de force se sont inversés. Frédéric-Guillaume IV ne veut tenir son pouvoir que de Dieu. Il refuse d'ailleurs la couronne que lui propose le parlement de Francfort, ce qui provoque sa dispersion. Frédéric-Guillaume IV propose alors, en vain, une union allemande avec, d'une part, l'empire d'Autriche et, d'autre part, un Empire allemand dont il serait le souverain. L'Autriche rejette cette idée et met fin aux ambitions prussiennes lors de la conférence d'Olmütz. Les révolutions de 1848 échouent à faire l'unité allemande « par le bas », autrement dit par le peuple, elle donne toutefois de manière temporaire souvent des constitutions aux États allemands.
L'échec du Vormärz va aboutir à créer tout un état d'esprit réaliste et désenchanté, incarné par toute une littérature (Wilhelm Raabe, Theodor Fontane, Gustav Freytag, Friedrich Spieghalen…). Pour certains, un tel état d'esprit va frayer la voie à la realpolitik bismarckienne.

#### Étapes de l'unité allemande

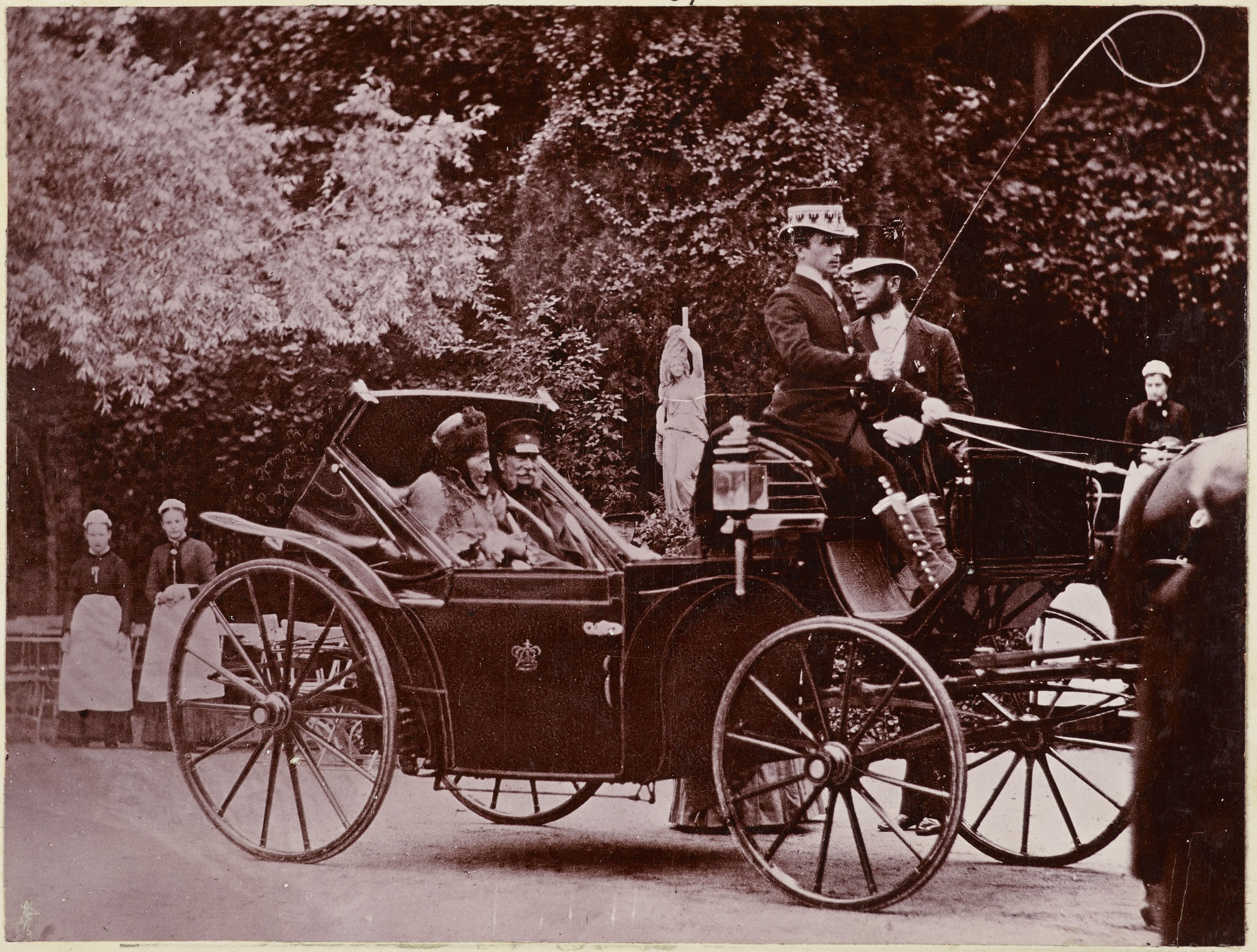
Guillaume Ier et sa femme Augusta.

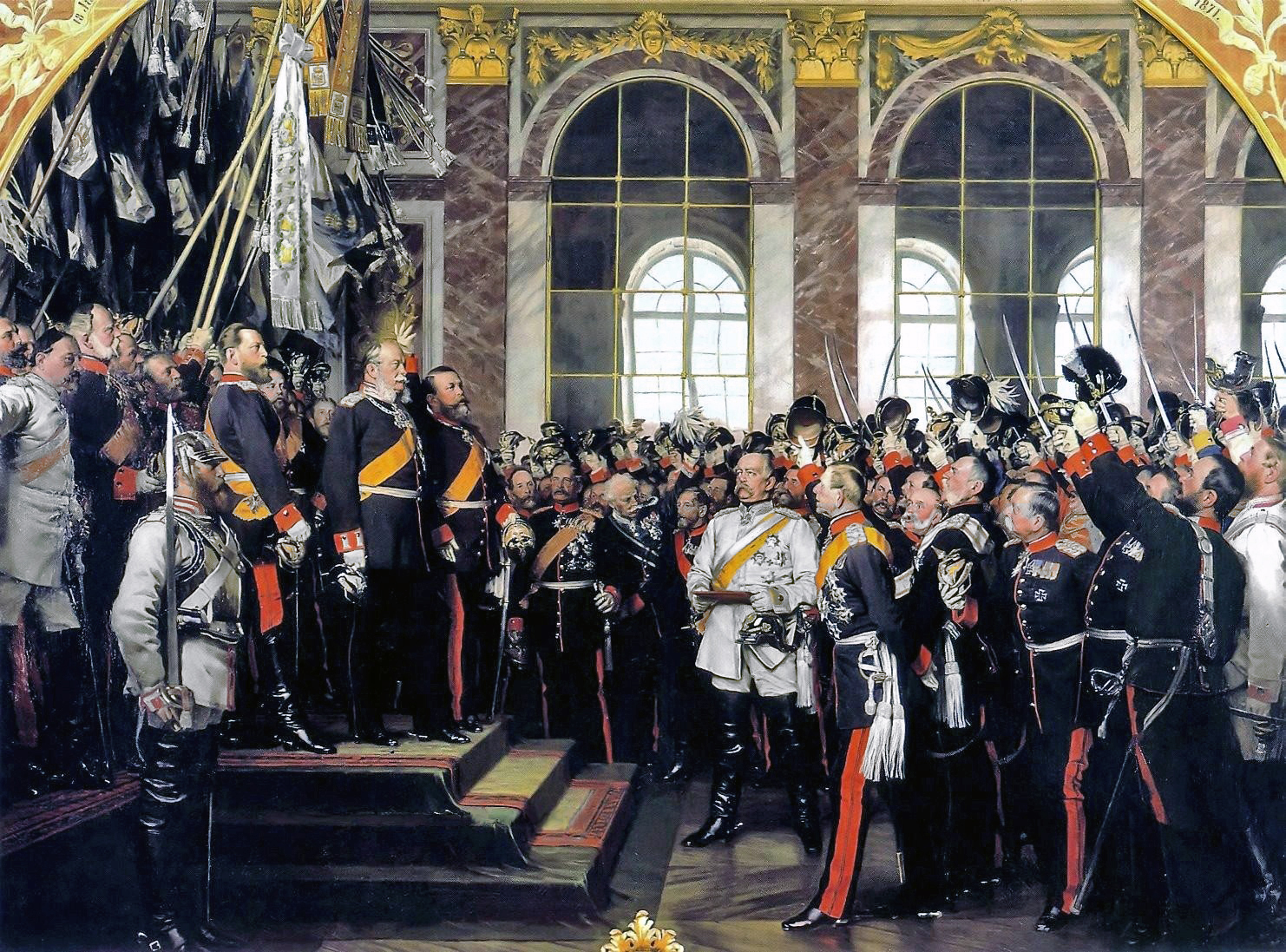
Proclamation de l'Empire allemand le 18 janvier 1871 dans la galerie des glaces de Versailles.

Dans les années 1850, la Confédération germanique s'industrialise. Le Zollverein (union douanière), la constitution d'un réseau ferré nécessairement transfrontalier, l'adoption d'une monnaie de compte unique par presque tous les États de la Confédération sont autant d'éléments d'une unité économique qui précède l'unité politique autour de la Prusse. Le courant unitaire qui était peu actif depuis l'échec du parlement de Francfort renaît en 1859. Le Nationalverein (union nationale) reprend largement les idées développées en 1848. Mais l'unité allemande est largement l'œuvre d'Otto von Bismarck. Ce noble prussien aux opinions très conservatrices représente la Prusse à la diète de Francfort de 1851 à 1859. Il en acquiert la conviction qu'il n'y a pas de place pour deux puissances en Allemagne. Il pense que tôt ou tard l'affrontement se produira entre les deux États. C'est Guillaume Ier, roi de Prusse depuis 1861 qui l'appelle au poste de Ministerpräsident (premier ministre) en 1862 pour résoudre le conflit entre le Landtag, le parlement prussien, et le roi au sujet de la réforme de l'armée Heeresreform. Il instaure un gouvernement autoritaire et gouverne par décret, ce qui permet l'organisation d'une armée nombreuse, efficace et bien armée. En effet, « le fer et le sang » sont pour Bismarck les moyens de réaliser l'unité allemande par le haut, c'est-à-dire sans le consentement des peuples.
La courte guerre des Duchés en 1864 est la première étape de l'unité allemande. Le Schleswig, peuplé d'Allemands et le Holstein, peuplé à la fois par des Allemands et des Danois sont des propriétés personnelles du roi du Danemark sans faire partie de son royaume. En 1863, ce dernier les incorpore à son royaume. Ceci entraîne une guerre de la Confédération germanique menée par la Prusse et l'Autriche contre le Danemark en 1864. La rapide victoire permet à l'Autriche d'obtenir l'administration du Holstein et la Prusse, celle du Schleswig. Pour Bismarck, cet arrangement est provisoire. Il attend le moment propice pour affronter l'Autriche. Après s'être assuré la neutralité bienveillante de la France et l'alliance italienne grâce à l'entremise française, la Prusse multiplie les provocations à l'égard de l'Autriche et, sous un prétexte futile envahit le Holstein. Dans la guerre austro-prussienne qui s'ensuit, l'Autriche, bien que bénéficiant du soutien de la Confédération germanique, est sévèrement battue à la bataille de Sadowa le 3 juillet 1866. Quand l'armistice est signé le 22 juillet 1866, les armées prussiennes ne sont plus qu'à 60 km de Vienne. La Prusse qui bénéficie toujours du soutien français annexe le Schleswig-Holstein, le royaume de Hanovre, le duché de Nassau et la Hesse, ce qui permet à la Prusse d'avoir un État d'un seul tenant, de former la confédération de l'Allemagne du Nord excluant l'Autriche et dans laquelle les États catholiques du sud de l'Allemagne refusent d'entrer. Aucun plébiscite n'est organisé pour s'assurer de l'accord de peuples concernés par les annexions. L'unification se fait bien par le haut.
En 1867, la confédération d'Allemagne du Nord regroupe donc 21 États. Chaque État garde son gouvernement local mais il existe au-dessus un gouvernement fédéral dirigé par le président, Guillaume Ier et le chancelier fédéral, Bismarck et comprenant deux chambres, le Bundesrat et le Reichstag. Il existe une armée commune composée des armées de chaque membre. Pour achever l'unité allemande, le chancelier doit combattre les sentiments anti-prussiens des États du Sud. Les maladresses de Napoléon III lui permettent de dresser l'opinion publique de tous les États contre la France. En effet, après l'éclatante victoire de la Prusse, l'empereur des Français qui n'avait jusque-là rien réclamé, demande des compensations pour sa neutralité, des territoires sur la rive gauche du Rhin d'abord, puis le Luxembourg. Bismarck a l'habileté de rendre publiques ces revendications qu'il qualifie de politique des pourboires.
En 1870, une nouvelle pomme de discorde surgit entre les deux États. Les Espagnols qui ont chassé leur reine, proposent dans le plus grand secret le trône à Léopold de Hohenzollern-Sigmaringen, petit-cousin du roi de Prusse. Quand cette proposition est connue début juillet 1870, le France s'émeut. Elle ne veut pas d'un souverain prussien au sud. Dans un premier temps, Guillaume Ier assure à l'ambassadeur français, Benedetti qu'il ne s'opposera pas à un retrait de la candidature Hohenzollern en Espagne. Bismarck, dépité, songe à démissionner. Mais la France s'obstine et demande la garantie officielle que le roi s'opposera à toute nouvelle candidature Hohenzollern. Guillaume éconduit l'ambassadeur et fait part de la rencontre dans un télégramme, la dépêche d'Ems, que Bismarck, qui n'en attendait pas tant, s'empresse de publier en durcissant le ton dans le but de provoquer la France. Les États allemands voient dans l'insistance française un désir de les humilier. La France, ulcérée par la publication du télégramme déclare la guerre à la Prusse le 19 juillet 1870. La guerre franco-allemande commence. L'impréparation française la conduit au désastre alors que les États d'Allemagne du Sud acceptent dès novembre 1870 d'entrer dans la confédération d'Allemagne du Nord et que l'Empire allemand est proclamé le 18 janvier 1871 dans la galerie des Glaces du château de Versailles, jour anniversaire de couronnement du premier roi de Prusse à Koenigsberg en 1701. La défaite française a fini de sceller l'unité allemande. Le traité de Francfort est signé le 10 mai 1871. la France cède à l'Empire allemand le Nord de la Lorraine et l'Alsace sauf Belfort. L'antagonisme franco-allemand naît de cette annexion. L’Empire allemand n’est pas rigoureusement un État-nation. Des Polonais, des Danois y sont englobés alors que les Allemands de l'empire d'Autriche en sont exclus.

#### Empire allemand
Le Kaiserreich ou Empire allemand proclamé en 1871 est un État fédéral de 540 700 km2 comprenant vingt-cinq États. Chacun conserve un gouvernement souverain dans tous les domaines qui ne relèvent pas de la compétence du Reich. Les différents souverains des États sont les détenteurs de souveraineté de l’Empire. Ils siègent au Bundesrat, qui possède un droit de veto sur toutes les décisions du Reichstag. Le KaiserReich, un empire des princes, apparaît néanmoins comme un « État national imparfait » car il laisse à l’écart des populations de culture germanique tout en intégrant des peuples qui ne sont pas de langue allemande comme les Danois, les Polonais et les Français.
L'Empire allemand garde la Constitution de la confédération d'Allemagne du Nord, qui prévoit l'élection d'un Reichstag au suffrage universel masculin. Celui-ci vote le budget et les lois. Il possède même l’initiative des lois. Mais le pouvoir réel est détenu par l'empereur et ses conseillers. Guillaume Ier fait en tout confiance à Bismarck jusqu'à sa mort en 1898. Jusqu'en 1878, le chancelier s'allie aux libéraux et prend des mesures pour stimuler l'économie. C'est aussi la période du Kulturkampf, le conflit religieux et politique qui opposa l'État bismarckien à l'Église catholique et au parti du Centre. Le Kulturkampf a en fait comme objectif de réduire des particularismes pour renforcer l'unité de l'Empire. Elle vise donc en premier lieu l’Église catholique et sa prétention à contester la sphère d’intervention de l’État. Elle touche également les minorités vivant aux marges de l’Empire qui subissent une politique d’assimilation culturelle agressive. En 1876, l’allemand devient seule langue administrative dans les régions orientales où les Polonais sont nombreux. Il devient obligatoire à l’école primaire. En Alsace-Lorraine, les lois de 1873 établissent un contrôle direct de l’État sur l’organisation de l’enseignement primaire et secondaire. Le Kulturkampf rencontre la résistance farouche des catholiques allemands, qu'ils soient rhénans (le cardinal de Cologne) ou bavarois, ce qui amène la constitution du Zentrum, parti chrétien-démocrate. Bismarck, finalement désapprouvé par l'empereur, doit transiger et rétablir l'Église dans ses droits, en matière d'enseignement notamment. Dans les années 1880, des lois sur la sécurité sociale sont votées.

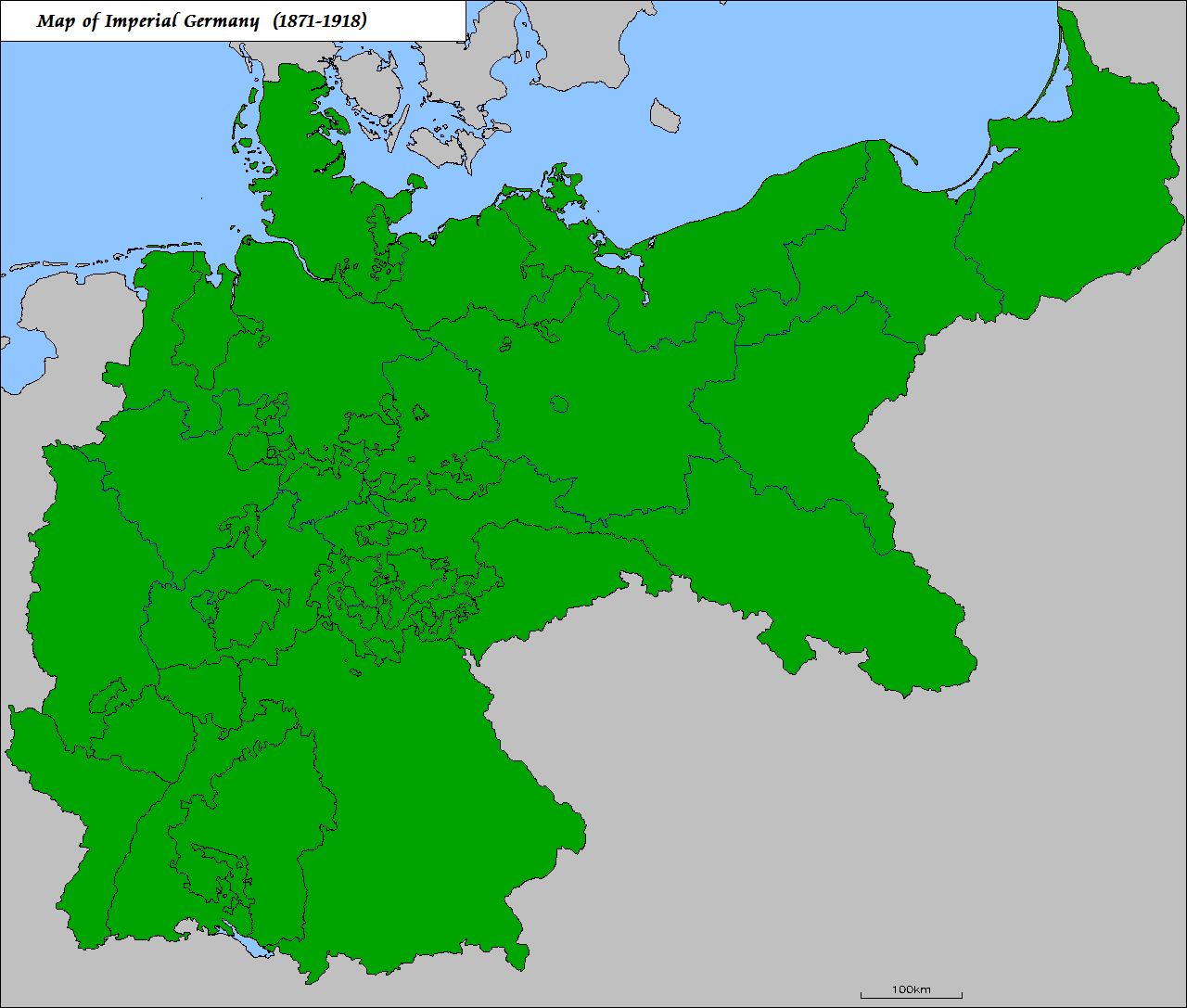
L'Allemagne en 1871.

En 1878, Bismarck promulgue des lois d'exception contre le socialisme alors en plein développement. Il essaie aussi de se rallier les ouvriers et de les intégrer à la nation en construction par l'institution d'un système général de sécurité sociale, le premier au monde. Il quitte aussi l'alliance avec les libéraux et noue une alliance avec les conservateurs. Sur le plan extérieur, il conclut la Triple-Alliance avec l'Autriche et l'Italie, en 1882, et signe un pacte de contre-assurance avec la Russie en 1887. Il s'engage aussi dans une politique coloniale.
Le fils de Guillaume Ier, Frédéric III, ne règne que 99 jours. La couronne échoie donc à Guillaume II qui force Bismarck à démissionner en 1890. Dans l’Allemagne de Guillaume II, le gouvernement du Reich ne correspond plus à celui de la Prusse. Le Reichstag prend le pas sur le Bundesrat. Le nationalisme allemand change de visage. Il n'est plus désormais associé à l'unité du peuple allemand dans un même État. Il est désormais associé à la défense de l'Empire allemand et prend une dimension plus conservatrice. L’abandon de l’alliance avec la Russie, dès 1890 se comprend dans la nouvelle optique nationaliste car elle est jugée dangereuse pour l’alliance avec l’Autriche. la Ligue pangermaniste, fondée en 1894, connaît un rapide succès. Elle veut rassembler tous les germanophones, germaniser les allogènes du Reich, récupérer les provinces perdues, et s’emparer aussi des terres nécessaires au développement de la race allemande. Elle encourage donc le colonialisme : « L’égoïsme sain de la race nous commande de planter nos poteaux-frontières dans le territoire étranger ». Les Allemands s’emparent des actuels Cameroun, Togo, Tanzanie et Namibie en Afrique et des îles Carolines dans le Pacifique. Les populations de ces colonies sont condamnées aux travaux forcés et doivent fournir les matières premières pour l’industrie allemande.
L'Allemagne est en particulier intéressée par le potentiel agricole du Cameroun et confie à de grandes firmes le soin de l'exploiter et de l'exporter. Le chancelier Bismarck définit l'ordre des priorités comme suit : le marchand d'abord, le soldat ensuite. Ce serait en effet sous l'influence de l'homme d'affaires Adolph Woermann, dont la compagnie a implanté une maison de commerce à Douala, que Bismarck, d’abord sceptique sur l’intérêt du projet colonial, s'est laissé convaincre. De grandes compagnies commerciales allemandes (Woermann, Jantzen und Thoermalen) et compagnies concessionnaires (Sudkamerun Gesellschaft, Nord-West Kamerun Gesellschaft) s'implantent massivement dans la colonie. Laissant les grandes compagnies imposer leur ordre, l'administration se contente de les épauler, de les protéger, et de tenter d'éliminer les rébellions indigènes. L'Allemagne envisage de se bâtir un grand empire africain, qui relierait, à travers le Congo, le Kamerun à ses possessions d'Afrique orientale. « Le Congo belge, indique le ministre allemand des Affaires étrangères peu avant la Première Guerre mondiale, est une trop grande colonie pour un trop petit pays ».
La colonisation de la Namibie donne lieu au premier génocide du XXe siècle. L’Allemagne impériale organise la destruction systématique des populations Héréros qui représentent alors 40 % de la population.
En Allemagne, le Parti social-démocrate grandit progressivement jusqu'à devenir pour un temps le parti socialiste le plus puissant d'Europe (un million d'adhérents), remportant un tiers des votes lors des élections de janvier 1912 au Reichstag. Cet essor ne s'est pas fait sans problème : ainsi une rupture va se faire entre les révisionnistes (sociaux-démocrates) d'Henry Bernstein et les orthodoxes (marxistes) de Kautsky en 1896. Le gouvernement reste toutefois entre les mains d'une lignée de partis conservateurs (la quasi-totalité des ministres sont aristocrates), soutenus par le clergé catholique et très dépendants des faveurs du Kaiser.

### Économie et société

#### Naissance d'une grande nation industrielle
Les États allemands sont touchés par l'industrialisation et l'urbanisation, même si la population est encore largement rurale (64 %) au moment de l'unité allemande. Le « décollage industriel » date de la période 1850-1870, selon l'économiste Rostow. Entre cette date et 1870, l'exploitation du charbon de la Ruhr connaît une forte augmentation. Les industries textile et sidérurgique se modernisent. Le recours au procédé Bessemer amène par exemple Krupp, à multiplier ses effectifs par onze en dix ans : 700 hommes en 1855, 1 800 en 1860, 8 100 en 1865.
En 1865, la fondation de la Badische Anilin Soda Fabrik est à l'origine de la prépondérance de l'Allemagne dans l'industrie chimique. Les chemins de fer s'étendent : 600 km de lignes en 1850, 11 000 en 1860 et 20 000 en 1870, année où l'État assume la moitié du financement. Ils sont à l'origine du décollage industriel allemand, grâce à la loi prussienne sur le rail de 1838 et au soutien de Louis Ier de Bavière. Une monnaie de compte commune à tous les États allemands, le thaler d'union, est créé en 1857 sur le modèle du thaler prussien. Le Zollverein, espace intérieur sans droit de douane créé à l'initiative de la Prusse, s'étend progressivement à tous les États allemands, sauf les villes hanséatiques, entre 1828 et 1858. L'union politique fit suite à une union économique autour de la Prusse et de ses institutions : le Gewerbeinstitut (fondé en 1829) et le Seehandlung (compagnie de commerce maritime fondée en 1772).
Les victoires prussiennes de 1866 et 1870 sont celles d’une armée adaptée à la civilisation industrielle. Le canon Krupp en acier et le fusil Dreyse surclassent les armes autrichiennes et françaises. L'état-major prussien utilise efficacement les chemins de fer et le télégraphe que l'État a encouragé dans les deux décennies précédant la guerre. Cette armée prussienne moderne, Bismarck et son équipe l’ont voulue et construite avant la confrontation. La victoire dans la guerre austro-prussienne est finalement celle d’une puissance industrielle qui pèse de plus en plus lourd face à l’Autriche et même à la France qui connaît une industrialisation beaucoup plus limitée.
Le pays connaît à nouveau une très forte croissance économique entre 1870 et 1910. La sidérurgie allemande vit une formidable expansion car elle profite mieux des procédés Bessemer et surtout Thomas (1877), grâce à un charbon plus abondant qu'en France, même s'il est moins rentable, exploité dans les mines de la Ruhr. En 1910, la production allemande d'acier représente même le double de la production britannique. La science et la technologie allemandes, soutenues par un système de recherche et d'enseignement universitaire très élaboré, ont alors une réputation d'excellence mondiale. Les biens manufacturés s'imposent sur les marchés étrangers, une tendance durable que les mesures protectionnistes, comme le label discriminatoire made in Germany, ne parviennent pas à enrayer.

#### Évolutions de la société
En 1815, on compte 20 millions d'habitants dans la Confédération germanique, Autriche exclue. Ils sont 30 millions en 1840, 38 millions en 1850. Au total, la population allemande triple en un siècle. Cette forte augmentation de la population est due à un taux de natalité élevé tout au long du siècle et à une baisse progressive du taux de mortalité, comme dans la plupart des États européens (France exclue). Cette vigueur démographique entraîne une forte émigration des Allemands principalement vers les États-Unis. Entre 1850 et 1870, les émigrants allemands représentent un quart des migrations européennes. Ce flux s'accentue à la fin du XIXe siècle.
Dans l’Allemagne du début du XIXe siècle, les catholiques et les protestants sont à peu près à égalité. À partir des années 1850, l’industrialisation du Nord de l'Allemagne creuse l’écart social entre catholiques et protestants. De plus, la fondation de l’Empire sans l’Autriche et sous l’égide de la Prusse renforce la domination politique et numérique des protestants. En effet, 62 % de la population du Reich est protestante en 1910. Les catholiques allemands constituent donc une minorité religieuse, dominée politiquement et économiquement. En 1907, 26 % des fonctionnaires sont catholiques alors qu'ils représentent 37 % de la population. Ils sont aussi sous-représentés dans le patronat.

#### Tensions sociales et revendications des classes laborieuses au XIXe siècle
Nous pouvons affirmer que les élites politiques et économiques allemandes du XIXe siècle se sont montrées farouchement opposées aux revendications des classes laborieuses et ont cherché par tous les moyens à les réprimer. Par exemple, à travers la création de « citées ouvrières », les patrons se sont attelés a disséminer et amollir les revendications des « forces productrices » de manière à saper la possibilité de constitution d’un mouvement syndical fort. Par ailleurs, l’État allemand, de concert avec le patronat, n’a pas hésité à mettre en place des mesures rendant tout simplement les syndicats et les idées portées par ces derniers illégaux. De plus, même lorsque l’État ou le patronat a semblé opérer certaines concessions, à l’image de la mise en place de plusieurs assurances ouvrières dans la deuxième partie du XIXe siècle, il était avant tout question d’empêcher un soulèvement révolutionnaire et non de s’enquérir du sort des classes populaires. Autrement, lorsque les contestations ouvrières se sont présentées de manière plus radicale et frontalement révolutionnaire, à l’image de la Révolte des tisserands de Silésie en 1844, l’État allemand n’a pas hésité à envoyer la troupe pour réprimer dans le sang les manifestants.
Finalement, nous pourrions avancer que l’État allemand, comme tous les États, est d’abord requis par sa propre préservation. Dans l’Allemagne du XIXe siècle, les intérêts de l’État étant largement liés aux intérêts des élites économiques bourgeoises allemandes, ces différentes forces se sont alliées pour faire en sorte de préserver l’ordre économique et social et empêcher tout mouvement qui aurait pu opposer un rapport digne de ce nom aux intérêts du capital portés par l’État et l’élite économique allemande.

### Vers la guerre
À l'étranger, les efforts coloniaux allemands initiés en 1884 mais surtout relancés sous Guillaume II, n'aboutissent qu'à un petit empire d'outre-mer comparé à ceux du Royaume-Uni et de la France. Il se compose du Cameroun, de la Namibie du Sud-est Africain de la Papouasie-Nouvelle-Guinée et de l'archipel Bismarck.
La politique étrangère qui en découle (notamment des programmes et lois permettant la création d'une importante flotte de guerre en 1898 et 1900  — lois Alfred von Tirpitz, mais aussi les crises provoquées sur la question marocaine, et le soutien de l'Allemagne à la république d'Orange, lors de la seconde guerre des Boers) indispose le Royaume-Uni, inquiet de la montée en puissance de l'Allemagne. De plus, l'empereur Guillaume II est très influencé par le milieu des officiers prussiens, garant de la solidité de l’empire, tout auréolé de ses succès du milieu du XIXe siècle et ayant forgé l’unité allemande face à l’Autriche et à la France. Pour l’empereur, la guerre, un conflit localisé dans les Balkans notamment, peut être une solution pour résoudre les problèmes territoriaux. Sur le plan stratégique, la triple entente signée entre la France, la Russie et le Royaume-Uni au début du XXe siècle, oblige le haut état-major allemand à élaborer un nouveau plan militaire, le plan Schlieffen, entre 1898 et 1905. Contrainte de combattre sur deux fronts en cas de guerre, l’Allemagne choisit en conséquence de faire porter tous les efforts sur une rapide victoire à l'ouest. Ce n'est qu'une fois la France vaincue qu'elle prévoit de se retourner contre la Russie, dont la mobilisation sera nécessairement plus lente. Pour être appliqué, ce plan élaboré par von Schlieffen  obligerait cependant l’Allemagne de Guillaume II à prendre l’initiative des opérations militaires. Dans le Reich, la psychose de l’encerclement est très présente. Guillaume II craint en effet un développement rapide de la Russie grâce aux capitaux français, et sait que, du jour où la Russie aura comblé son retard, l'Allemagne n'aura plus la possibilité d'emporter une guerre contre la Triple Entente. Il semble ainsi nécessaire de provoquer les hostilités avant qu'il ne soit trop tard.

## XXesiècle

### Première Guerre mondiale
Pour un article plus général, voir Première Guerre mondiale.
Après l'attentat de Sarajevo, le 28 juin 1914, l'Allemagne soutient son seul allié sûr, l'Autriche-Hongrie face à la Serbie. Si le gouvernement sait qu’il y a risque de guerre, il le pense limité. C’est la politique dite « du risque calculé » définie par le chancelier Bethmann-Hollweg. Quand, le 28 juillet, l'Autriche-Hongrie déclare la guerre à la Serbie, le mécanisme des alliances se met en marche et aucun chef d’État ne l’arrête. Le 30 juillet, la Russie, alliée de la Serbie mobilise. Le 1er août, l'Allemagne déclare la guerre à la Russie ; la France mobilise. Le 3 août, l'Allemagne qui doit prendre l’initiative militaire suivant le plan Schlieffen, déclare la guerre à la France. Le 4 août, elle envahit le territoire de la Belgique neutre. Le Royaume-Uni déclare la guerre à l'Allemagne. C'est le début de la Première Guerre mondiale. Sur le front occidental, malgré d'importantes victoires au début du conflit, l'armée allemande est stoppée lors de la bataille de la Marne. Après une rapide course à la mer, les deux camps enterrent dans une guerre de tranchées qui dure jusqu'à la fin du conflit. Sur le front oriental, par contre, l'armée allemande enchaîne les victoires contre la Russie tsariste, jusqu'à la révolution d'octobre et la paix de Brest-Litovsk signée par Lénine le 3 mars 1918.
La révolution allemande de novembre 1918 renverse le Kaiser Guillaume Il est forcé de s'exiler en novembre 1918. À la tête de la délégation allemande Matthias Erzberger mène les négociations et signe le 11 novembre 1918 l'armistice dans la forêt de Compiègne à côté de Rethondes.

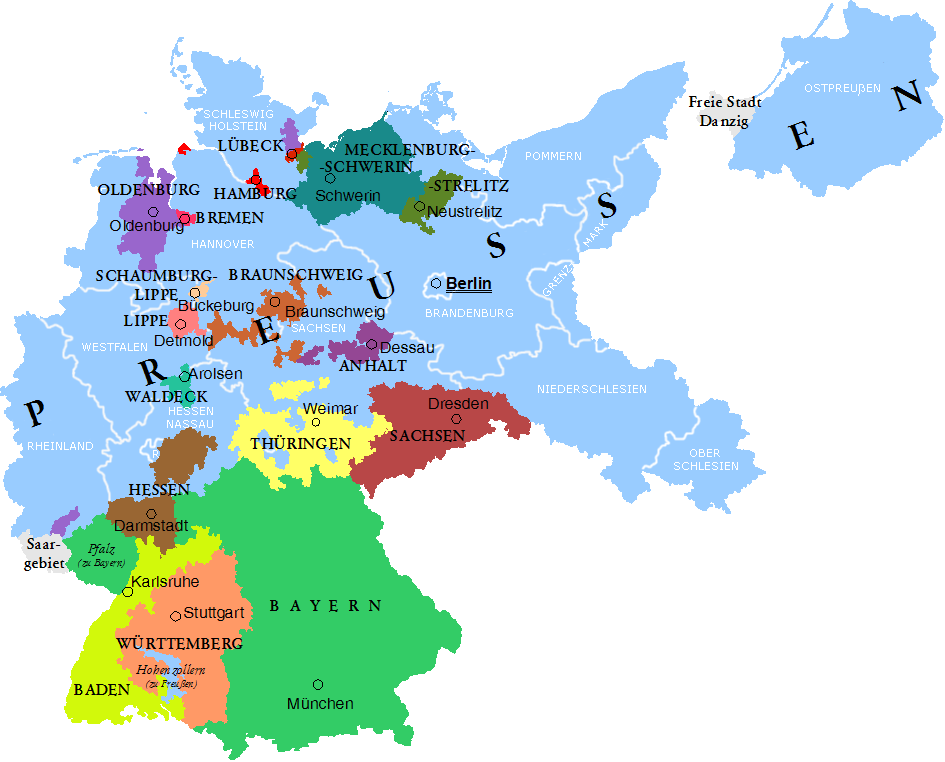
L'Allemagne après le traité de Versailles.

Le 28 juin 1919, le traité de Versailles marque officiellement la fin de la guerre. Il est signé dans la galerie des Glaces de Versailles, l'endroit même où le second Reich avait été proclamé. L'Allemagne signe à contre-cœur ce texte qui avait été négocié sans elle. À l'ouest, l'Allemagne rétrocède l'Alsace-Lorraine à la France, Eupen et Malmédy à la Belgique, le Schleswig du Nord au Danemark. La Pologne recréée obtient la Posnanie allemande, une partie de la Haute-Silésie et le corridor de Dantzig qui lui assure une ouverture à la mer tout en séparant la Prusse-Orientale du reste de l'Allemagne. En fin de compte, l'Allemagne se voit amputée de 13 % de son territoire, plus de 43 000 km2, et de plus d'un neuvième de sa population (entre 6,5 et 7,3 millions de personnes). De plus, elle doit payer de lourdes réparations à la France et à la Belgique.

### République de Weimar

La montée du NSDAP au Reichstag.

Créée à la suite de la révolution, la république de Weimar est un État constitutionnel libéral et démocratique, porté par la coalition de Weimar composée de sociaux-démocrates, de catholiques et de libéraux. Mais elle est née sous le signe de la défaite militaire, les démocrates sont trop peu nombreux à s'engager pour elle. Lors des premières années, elle doit lutter contre des révoltes de gauche et de droite (1919-1923), en particulier la Révolte spartakiste de Berlin, puis le putsch de Kapp.
La question des réparations de guerre empoisonne les relations avec la France et entraîne l'occupation de la Ruhr par l'armée française ; la monnaie allemande s'effondre, provoquant l'hyperinflation de 1923. Les années suivantes, sous la pression des États-Unis qui ont beaucoup investi dans l'industrie allemande, la France accepte une politique de réconciliation (accords de Locarno, 16 octobre 1925). Une succession de gouvernements de coalition rétablirent un ordre et une prospérité relative jusqu'à la Grande Dépression en 1930.
La nouvelle crise économique combinée avec le souvenir de l'hyperinflation de 1923 et les oppositions nationalistes luttant contre les conditions du traité de Versailles minèrent le gouvernement de l'intérieur et de l'extérieur. Adolf Hitler et son Parti national-socialiste des Travailleurs allemands (NSDAP exploitèrent ces difficultés et sur le chômage grandissant. Des bagarres de rues incessantes opposent communistes et nazis. En défendant une doctrine nationaliste et raciste et en promettant de redonner du travail aux chômeurs, les nazis attribuaient les malheurs de l'Allemagne à de prétendus complots juifs, soutenant même que la Première Guerre mondiale avait été perdue à cause d'une trahison juive (la Dolchstoßlegende). Le Parti communiste allemand (KPD) adopte la ligne dure voulue par Staline, la « classe contre classe », qui empêche toute alliance avec le Parti social-démocrate (SPD).

### Montée et chute du nazisme
Après le succès du NSDAP (parti nazi) aux élections de juillet, puis de novembre 1932 (premier parti, sans toutefois disposer de la majorité au Reichstag), Hitler, désormais incontournable, fut nommé Reichskanzler (chancelier) par le président Paul von Hindenburg le 30 janvier 1933 grâce à l'aide des monarchistes, des magnats de l'industrie et des partis conservateurs comme le Parti nationaliste (DNVP). Hitler réussit à convaincre Ludwig Kaas et les dirigeants du Zentrum à voter la loi des pleins pouvoirs (23 mars 1933). Très rapidement la dictature nazie se mit en place, par une série de lois qui orientèrent toute l'économie du pays vers le réarmement.
Après la mort du président Hindenburg le 2 août 1934 et le plébiscite du 19 août 1934, Hitler réunit les deux rôles de président et de chancelier sous le titre de Führer de l'Allemagne. Une fois au pouvoir, il commença par abolir les libertés démocratiques et les partis de l'opposition, débutant ainsi le Troisième Reich. Les opposants politiques, en particulier socialistes, communistes et syndicalistes, sont envoyés dans les camps de concentration nazis.
En six ans, le parti nazi prépara l'Allemagne à la guerre en relançant l'industrie de l'armement et édicta des lois discriminatoires contre les juifs. En 1938, l'Anschluss de l'Autriche et l'incorporation des régions habitées par des Allemands des Sudètes et appartenant à la Tchécoslovaquie concrétisent le rêve ancien d'une Grande Allemagne. Le 15 mars 1939, l'Allemagne occupe et démembre ce qui reste de la Tchécoslovaquie. Le 23 mars 1939, l'armée allemande occupe la ville libre de Memel en Lituanie.

#### Seconde Guerre mondiale
L'Allemagne envahit l'ouest de la Pologne le 1er septembre 1939. La Grande-Bretagne puis la France déclarent la guerre à l'Allemagne le 3 septembre. L'URSS envahit l'est de la Pologne le 17 septembre. La Seconde Guerre mondiale vient de démarrer.

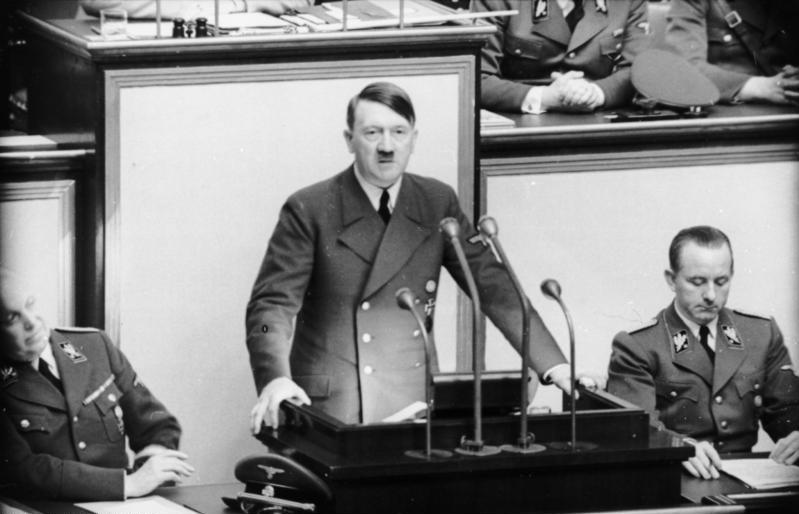
Hitler prononçant un discours en 1941.

L'Allemagne est alliée principalement au Japon et à l'Italie, et les trois forment l'Axe. Le territoire allemand s'étend progressivement. La ville libre de Dantzig, la Pologne-Occidentale, comprenant les provinces de Prusse-Occidentale, de Poznań, de Haute-Silésie et de Lodz sont annexées. Puis c'est au tour du Luxembourg et de l'Alsace-Lorraine en 1940. En 1941, après l'invasion de la Yougoslavie, les Allemands partagent la Slovénie avec les Italiens et annexent la partie nord-est du pays. Le 22 juin 1941, l'Allemagne nazie attaque l'Union soviétique. Elle prend le contrôle des parties de la Pologne qui avaient été annexées par l'URSS en 1939 conformément au Pacte germano-soviétique. Le district de Bialystok est ainsi rattaché à la Prusse-Orientale.

Carte de l'Europe en 1942. Le Reich allemand est en vert foncé, en vert plus clair, les territoires sous administration civile et en vert encore plus clair, les territoires sous administration militaire.

L’Allemagne occupe la France, la Yougoslavie, la Belgique, les Pays-Bas, le Luxembourg, la Finlande, la Norvège, le Danemark, la Roumanie, la Grèce, l'Italie après la chute de Mussolini, l'Afrique du Nord, la Pologne, la Hongrie, la Bulgarie, et une partie de la Russie (elle est stoppée devant Moscou, et accuse l'année suivante une défaite majeure à Stalingrad). Après des succès initiaux, le cours de la guerre change en 1943, notamment en juillet, où, sur le Front de l'Est, Hitler opte pour la défensive ; ce mois-là, les Alliés initient de plus un second front en débarquant en Sicile. Le gouvernement nazi tente d'éliminer la population juive d'Allemagne, d’abord en lui faisant quitter l’Allemagne par des mesures discriminatoires, puis dans les pays conquis par la déportation dans des camps de concentration, enfin par un génocide (Shoah), dont les modalités sont fixées lors de la conférence de Wannsee et mis en œuvre (entre autres) dans des camps d'extermination. Il applique la même politique aux populations tziganes, ainsi qu'aux homosexuels et aux handicapés — groupes qui, selon les dogmes nazis inspirés par les spéculations eugénistes, sapaient la pureté de la race aryenne.
Après le mois d'octobre 1944, l’Allemagne est écrasée sous les bombardements. La brutalité, la bestialité des armées marque cette période, que ce soit la Wehrmacht en plein repli, qui décrète la mobilisation générale allant de 15 à 60 ans, ou l'armée rouge qui se livre à des exactions sur les populations allemandes. Le sentiment de honte et d'anéantissement qui envahit les populations allemandes fait que les changements politiques de 1945-49 sont vécus par la population dans une certaine indifférence.
1945 marque la défaite de l'Axe. L'Europe est en ruines, il y a eu des dizaines de millions de morts dont de très nombreux civils. Vingt millions de citoyens soviétiques sont morts au cours du conflit.

### Depuis 1945

#### De l'Allemagne, année zéroà la naissance de deux États

Les quatre zones d'occupation de l'Allemagne.

Les Allemands parlent souvent de l'année 1945 comme de la « Stunde Null » (l'heure zéro) pour décrire l'effondrement de leur pays. Le fameux film de Rossellini Allemagne année zéro montre de nombreuses régions d’Allemagne devenues des champs de ruines avec des carcasses d’immeubles calcinés et une population affamée et hébétée à la recherche de sa nourriture quotidienne.

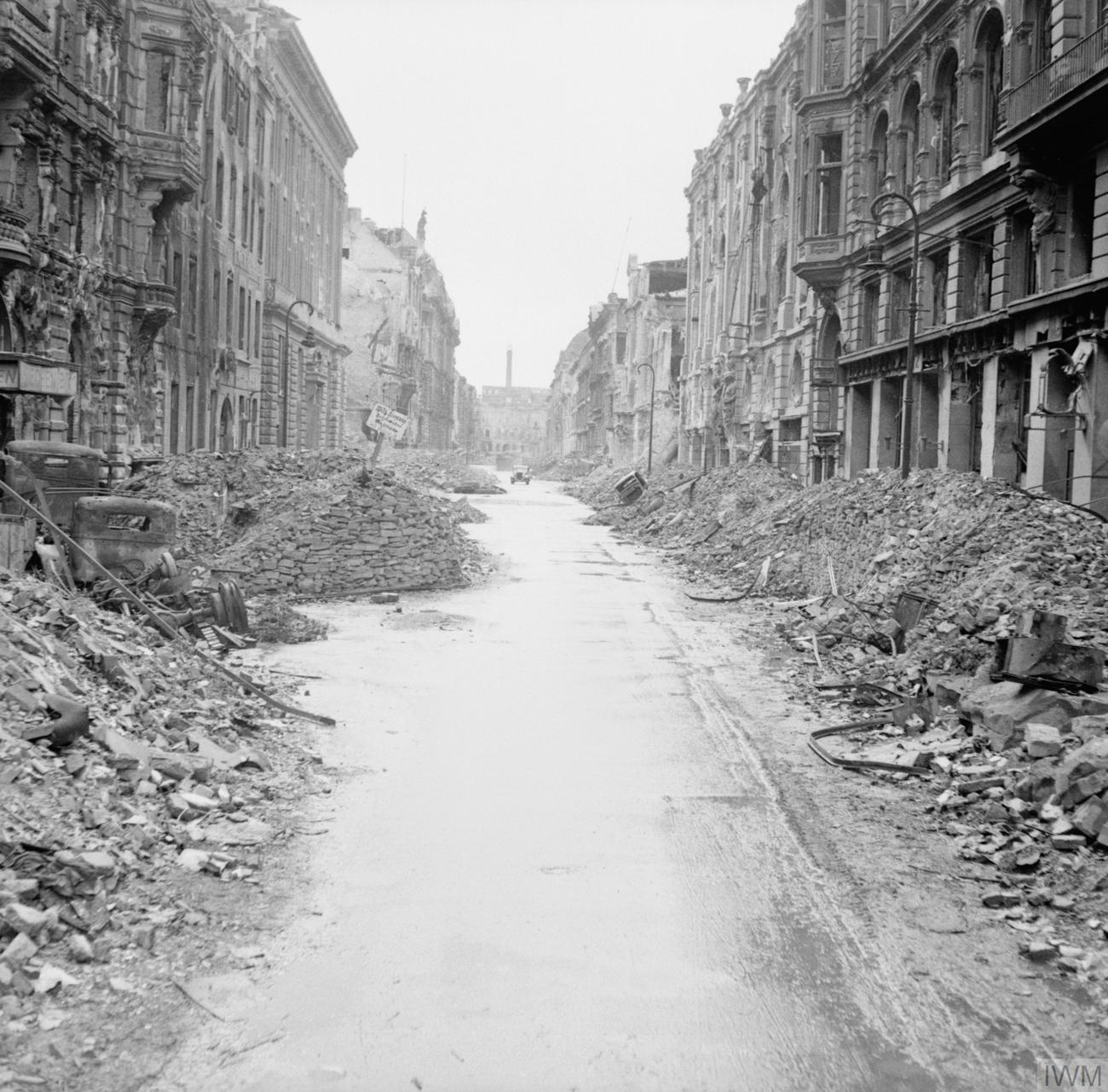
Photo de la ville de Berlin en juillet 1945.

La conférence de Potsdam marque la séparation de l'Allemagne en quatre zones distinctes, sous la surveillance des puissances occupantes : Union soviétique, États-Unis, Royaume-Uni et France. Le territoire allemand est grandement amputé : il diminue de 24 % par rapport à 1937. Il ne couvre plus que 357 000 km2. Les forces soviétiques, commencent dès leur arrivée à démonter des usines et à piller la zone qui leur a été attribuée, bien qu'aucun accord n'ait été conclu sur les réparations de guerre dues par l'Allemagne et leurs modalités de recouvrement. Elles entendent en effet faire payer aux Allemands les destructions causées à l'économie soviétique pendant l'offensive nazie. Après avoir transféré 40 % de l’industrie, les Soviétiques transforment au moins 200 entreprises en sociétés soviétiques par actions (SAG). Elles contrôlent aussi directement, et à leur seul profit, une bonne partie des sources d’énergie et de l’industrie lourde de leur secteur. À partir de 1948, grandes propriétés sont partagées ; les opposants politiques internés et la liberté d’expression supprimée dans les médias. Cependant Staline ne cherche pas dans un premier temps la partition du pays. Il espère en effet pouvoir bénéficier de l'exploitation du charbon de la Ruhr. La création de la RDA, en 1949 ne confère qu'une souveraineté fictive au nouvel État.

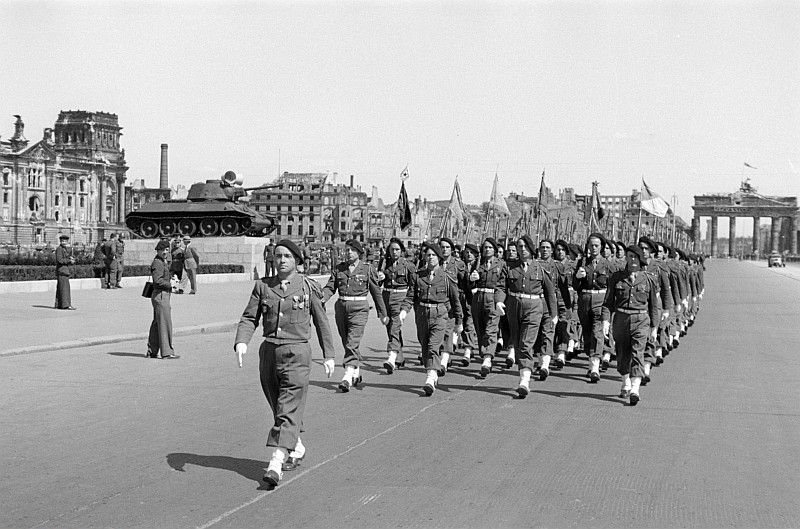
Parade des troupes alliées à Berlin le 8 mai 1946, photographie de.

Du côté des alliés occidentaux, l’Allemagne reste un danger. L'éradication du national-socialisme est une préoccupation forte contrebalancée par la peur du communisme. Une ligne libérale est imposée, symbolisée par l’adoption des trois couleurs nationales et l’abandon du drapeau impérial. La dénazification est menée progressivement et inégalement. Les lois et les organisations nazies ne sont supprimées qu’au début de l’automne 1945. Dans la partie occupée par les Américains et leurs alliés, des listes de personnalités non compromises avec le nazisme sont établies. Elles reprennent des responsabilités locales.

#### Naissance et évolution de la RDA

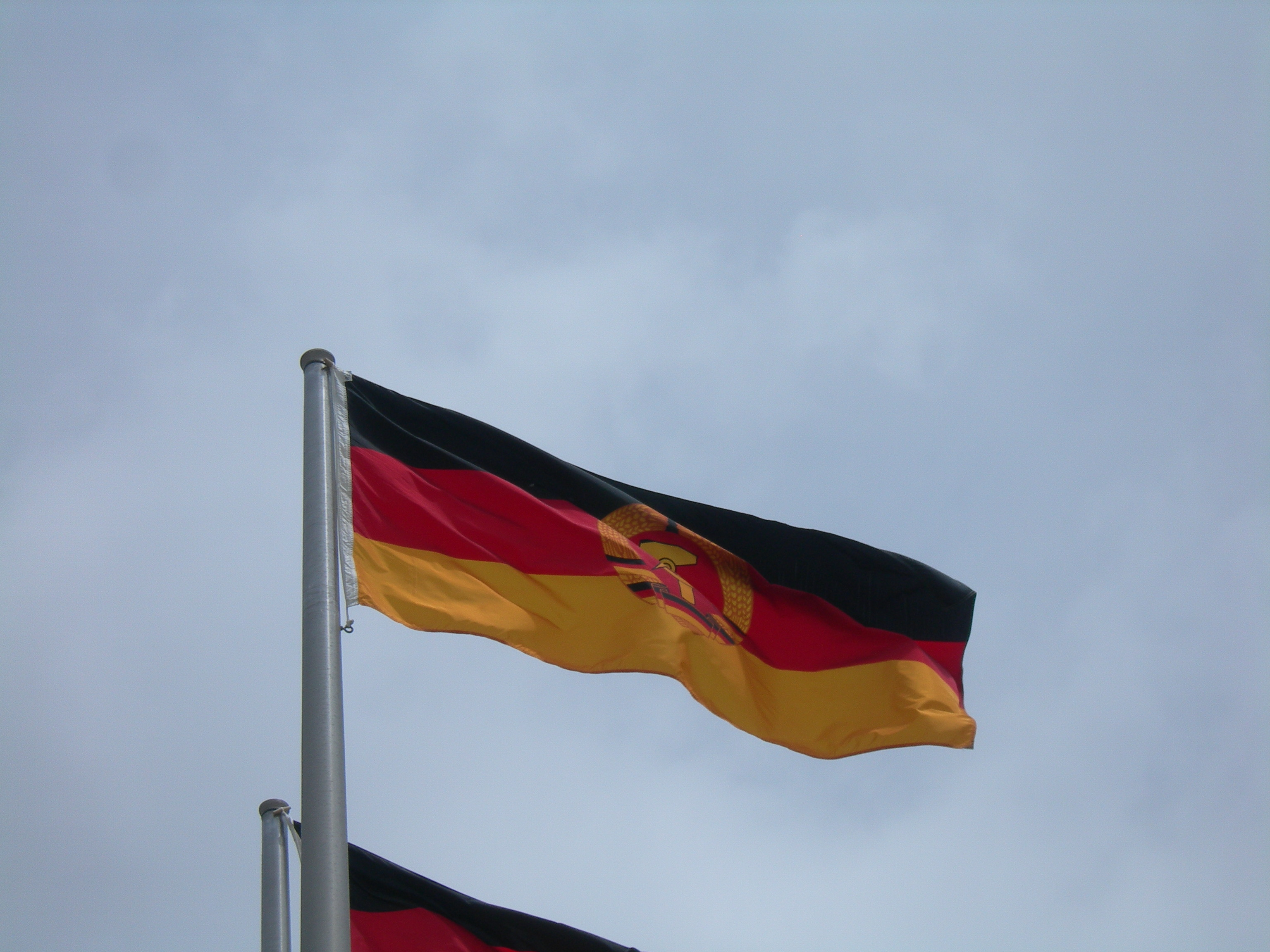
Drapeau de la RDA.

À l’Est, on assiste à une fusion du Parti social-démocrate avec le Parti communiste pour former en 1946 le Parti socialiste unifié d'Allemagne (SED), qui se stalinise en 1949. Les comités anti-fascistes mis en place sont jugés trop actifs et les autorités soviétiques demandent leur contrôle.
En 1949, dans le contexte de la guerre froide, les zones d'occupation donnent naissance à deux États, la République fédérale allemande (RFA, dite « Allemagne de l'Ouest »), sous protectorat américain et la République démocratique allemande (RDA, dite « Allemagne de l'Est »), sous domination soviétique. Mais la RDA est différente du modèle soviétique. Un secteur privé, limité il est vrai existe dans le commerce. Le SED n'est pas le parti unique même s'il n'existe pas d'opposition réelle. En effet, il y a liste unique de coalition aux élections. La télévision ouest-allemande reçue à l’Est diffuse un modèle de consommation et de libertés qui contrebalance efficacement la propagande communiste.

#### Naissance et évolution de la RFA
La RFA suit un modèle différent. Ce n'est tout d'abord pas un État, mais un ensemble économique, symbolisé par la résurgence du mark en 1949, qui se voit rapidement confié des compétences régaliennes.
L'aide américaine (plan Marshall) pour la reconstruction européenne fut plus intense en RFA que partout ailleurs, par crainte des Américains que cette zone frontière avec les pays sous emprise soviétique ne passe elle aussi sous la coupe de Moscou. En 1950 le PIB est déjà le même qu’avant la guerre en 1939. En 1960 ce même PIB a doublé (c’est le miracle économique allemand). Les chanceliers de la RFA furent successivement Konrad Adenauer et Ludwig Erhard (ancien ministre des Finances, fondateur de l'économie sociale de marché), tous deux issus de la CDU. Un des plus grands succès de Konrad Adenauer est d’avoir réussi à intégrer pacifiquement les douze millions de réfugiés de la Seconde Guerre mondiale, empêchant la naissance d'un climat de revanche explosif. Les responsables des associations d'expulsés ont aussi largement pris leur part dans cette réussite.
Kiesinger succède à Ludwig Erhard, au sein d'une grande coalition SPD/CDU de 1966 à 1969. Le SPD Willy Brandt devient chancelier de 1969 à 1974. Il renoue les relations avec la RDA et l'Europe de l’Est à partir de 1971, grâce à l'« ostpolitik ». Helmut Schmidt lui succède de 1974 à 1983, à cette date, la défection des libéraux du FDP donne le pouvoir à la CDU d'Helmut Kohl. Durant toute cette période l’accroissement de la population reste faible. L’État allemand encourage donc la venue de nombreux Russes, Polonais, Ukrainiens ou Tchèques d’origine allemande, pour combler le déficit des naissances. L’immigration turque, pour travailler dans les usines, est encouragée tandis qu’en même temps arrivent des réfugiés du monde entier attirés par la prospérité allemande.
Dans les années 1970 et 80, la RFA est notamment marquée par l'émergence des mouvements d'extrême gauche : Fraction armée rouge, mouvement autonome, mouvements des squatters, mouvement antinucléaire, mouvements pacifistes ou anti-impérialistes. En 1980, une partie de l'extrême-gauche allemande rompit avec la violence politique pour fonder le parti des « Grünen » (Les Verts) et s'engager dans une voie électoraliste. Contre toute attente, la pression des protestataires dans l’État est-allemand grandit durant l'automne 1989. Le régime communiste, sans aucun soutien populaire, finit par capituler. Le 9 novembre 1989, le mur de Berlin, symbole de l’oppression communiste, tombe. Très vite, la RFA et la RDA obtiennent l'accord des 4 vainqueurs de 1945 pour former de nouveau un seul État grâce à la signature du traité « 4 + 2 » appelé aussi traité de Moscou. Ce traité met aussi fin au statut spécial que l'Allemagne conservait depuis 1945.

### Réunification
La réunification allemande le 3 octobre 1990 provoque une série de difficultés économiques et sociales. Pour être populaire auprès de la population des Länder de l'Est, Helmut Kohl surévalue le mark est-allemand par rapport à celui de la RFA. Il impose un taux de change 1 pour 1 pour la population et 1 pour 2 en ce qui concerne les banques, alors que les spécialistes préconisaient un taux de 1 pour 3 ou 4. L'industrie de l'Est, peu performante, est rapidement laminée par la monnaie forte. Il faut alors payer des indemnités de chômage aux Allemands de l'Est, ce qui gonfle les déficits publics. De plus, le boom provisoire de la consommation causé par la parité a retardé des réformes structurelles nécessaires aux entreprises ouest-allemandes. Faites trop tard, elles ont été plus coûteuses et plus douloureuses. De plus, le système protecteur de la RDA, qui encourageait la natalité, a disparu du jour au lendemain après la réunification : au cours des années qui suivent, la fécondité est alors divisée par deux. Elle est tombée dans les Länder de l'Est à 0,8 enfant par femme, ce qui est le plus bas niveau de l'Allemagne réunifiée. Enfin la privatisation des entreprises, menée par la Treuhand, a donné lieu à de nombreux scandales : en effet, certains repreneurs ont touché des subventions gouvernementales pour restructurer des entreprises tout en conservant des emplois, mais ils ont souvent empoché la subvention tout en licenciant le personnel. La réunification menée trop rapidement et sans ménagement pour les Länder de l'Est n'a pas pris en compte la complexité du processus ni son coût humain.
Dans les années qui suivent la réunification, le PIB de l’ex-RDA a été amputé de 40 % et sa production industrielle de 70 %. À l’Ouest, la récession apparue en 1993 et les plans d’austérité ont également réduit le niveau de vie. Sous couvert de mieux répartir les coûts de l’unification, le gouvernement d'Helmut Kohl s’est attaqué à l’État-providence : les allocations de chômage et les aides sociales comme familiales sont diminuées, de même que les remboursements des caisses d’assurance-maladie. Quant aux retraites, elles stagnent alors que l’âge légal a été repoussé à soixante-cinq ans.
Les Allemands de l'Est, traumatisés et mécontents se sont alors tournés vers l'ancien parti communiste devenu le PDS. C'est dans les régions marquées par les licenciements massifs comme le Brandebourg, où le chômage avoisine 30 à 40 % de la population active, que celui-ci atteint ses meilleurs scores. De 1991 à 2000, 150 milliards de DM ont été investis chaque année à l'Est de l'Allemagne sans parvenir à sortir cette région de la crise. Avec un volume d'exportations correspondant à un tiers de son produit national brut, l'Allemagne peut se targuer du titre de « champion du monde de l'exportation », devant les États-Unis et la Chine. Elle entretient ses relations commerciales les plus étroites avec les membres de l'Union européenne (presque 72 % de ses exportations concernent l'espace européen) et avec les États-Unis. Mais l'ouverture économique et commerciale vers des pays émergents, en particulier en Asie avec la Chine et l'Inde, connaît également un développement important.
Fortement tournées vers les marchés mondiaux, les grandes entreprises allemandes intègrent toutes une stratégie de diversification mondiale, à laquelle vient s'ajouter un processus de délocalisation de leurs activités (Siemens est ainsi présent dans 190 pays). Du fait de sa position en plein cœur de l'Europe, son savoir-faire technologique, sa main d'œuvre qualifiée et son infrastructure de qualité comme sa fiscalité avantageuse, l'Allemagne est un site attractif pour les investisseurs étrangers : les 500 plus grandes entreprises mondiales se sont ainsi implantées sur son sol.
De 1998 à l'automne 2005, le gouvernement allemand est dirigé par Gerhard Schröder, du SPD (Parti social-démocrate). Les Grünen participent au gouvernement.
De 2005 à 2021, la chancelière chrétienne-démocrate Angela Merkel dirige un gouvernement basé sur une « grande coalition » qui regroupe la CDU (et sa branche bavaroise la CSU) et le SPD.

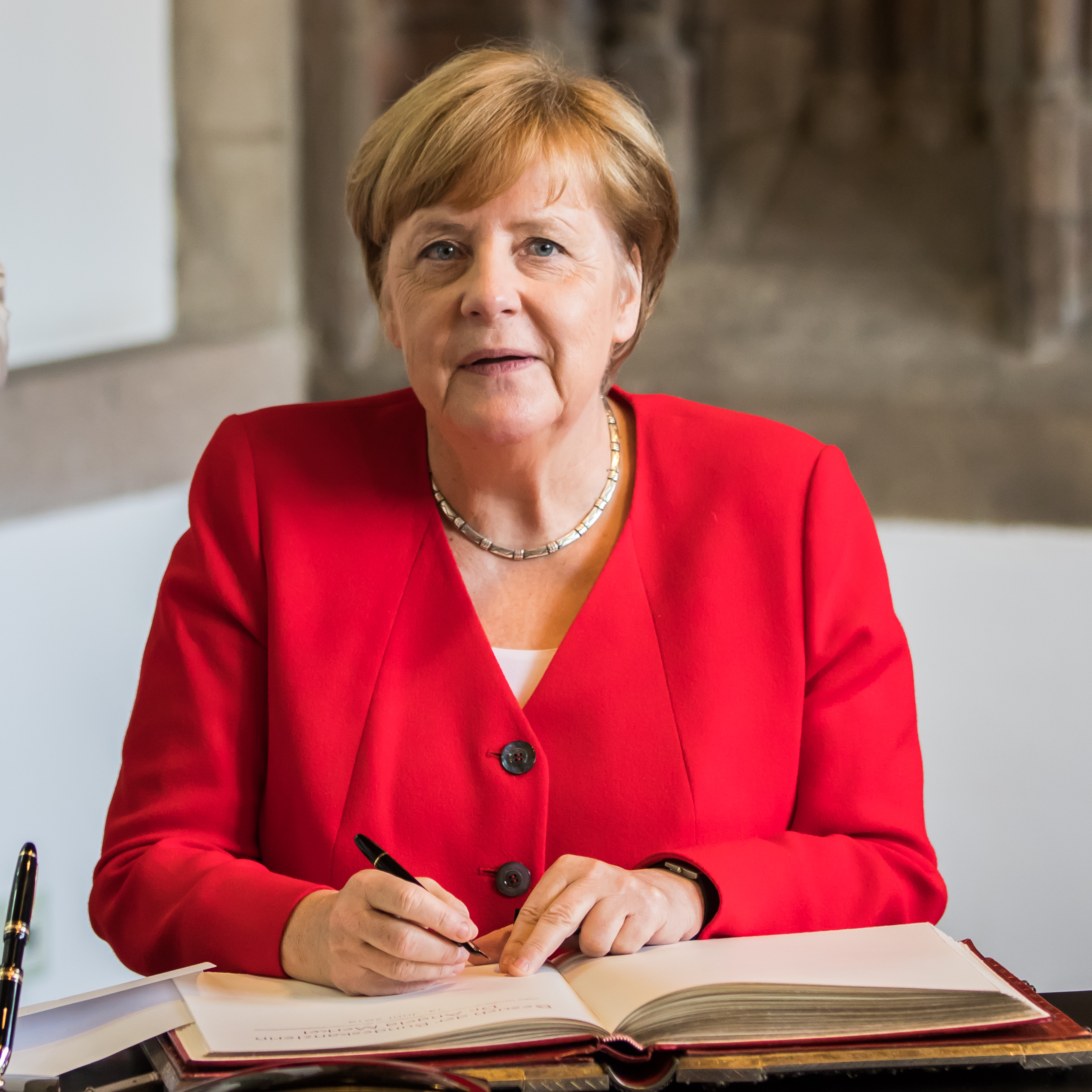
Angela Merkel en 2019.

Le nouveau chancelier Olaf Scholz lui succède en décembre 2021.
L'Allemagne est actuellement la troisième puissance économique mondiale derrière les États-Unis et la Chine et la première puissance économique d'Europe. Elle est également le pays le plus peuplé de l'Union européenne, et malgré sa petite taille, elle est le troisième plus gros exportateur mondial, toujours derrière les deux géants chinois et américain.

## Grandes dates
- Ier millénaire av. J.-C. - Les Germains venant de Scandinavie franchissent le Rhin.
- Ier siècle av. J.-C. - Établissement de colonie romaines sur la ligne Rhin-Danube.
- IIe siècle apr. J.-C. - Les Romains bâtissent le limes.
- Ve siècle - Clovis, roi des Francs, colonise le territoire correspondant à la Franconie.
- Fin VIIIe siècle - Charlemagne soumet les Saxons et les Bavarois.
- 843 - Naissance de la Francie orientale (royaume de Germanie) sous Louis le Germanique.
- 921 - Première scission entre Francs de l'Est et Francs de l'Ouest.
- 939-973 - Règne de Othon Ier et fondation du Saint-Empire romain germanique.
- Septembre 1122 - Concordat de Worms.
- 1241 - Fondation de la Ligue Hanséatique.
- 1356 - La Bulle d'or est promulguée par Charles IV.
- 1432 - Albert II, élu empereur, inaugure le règne des Habsbourg.
- 31 octobre 1517 - Martin Luther affiche ses 95 thèses.
- septembre 1555 - Paix religieuse d'Augsbourg.
- 1648 - Traités de Westphalie.
- 1740-1786 - Règne de Frédéric II (Frédéric le Grand).
- 6 août 1806 - Dissolution du Saint-Empire romain germanique.
- 1806-1808 - Occupation napoléonienne.
- 1870-1871 - Guerre franco-allemande.
- 18 janvier 1871 - Naissance de l'Empire allemand.
- 1er août 1914 - L'Allemagne déclare la guerre à la Russie.
- 3 août 1914 - L'Allemagne déclare la guerre à la France.
- 11 novembre 1918 - L'Allemagne signe l'armistice avec les Alliés occidentaux.
- 1919-1933 - République de Weimar.
- 30 janvier 1933 - Adolf Hitler accède au poste de chancelier.
- 27 février 1933 - Incendie du Reichstag.
- 2 août 1934 - Mort de Paul von Hindenburg, Hitler devient maître absolu.
- 15 septembre 1935 - Lois raciales de Nuremberg.
- 9 novembre 1938 - Nuit de Cristal.
- 1er septembre 1939 - L'Allemagne envahit la Pologne ; entrée en guerre des Alliés occidentaux.
- 22 juin 1941 - L'Allemagne attaque l'URSS.
- 30 avril 1945 - Suicide d'Adolf Hitler.
- 8 mai 1945 - Capitulation du Troisième Reich.
- 2 août 1945 - Division de l'Allemagne en quatre zones d'occupation.
- 23 mai 1949 - Création de la République fédérale d'Allemagne.
- 7 octobre 1949 - Création de la République démocratique allemande.
- 13 août 1961 - Édification du mur de Berlin.
- 9 novembre 1989 - Chute du mur de Berlin.
- 3 octobre 1990 - Réunification officielle de l'Allemagne.
- 1982 à 1998 - Helmut Kohl élu quatre fois chancelier.
- 1998 à 2005 - Gerhard Schröder, chancelier.
- 22 novembre 2005 - Élection d'Angela Merkel au poste de chancelier jusqu'au 8 décembre 2021.